# Marcel Hirscher
Marcel Hirscher (* 2. März 1989 in Hallein, Salzburg) ist ein österreichisch-niederländischer Skirennläufer. Er ist weitgehend auf die Disziplinen Slalom und Riesenslalom spezialisiert, in denen er zu den erfolgreichsten Fahrern der Geschichte gehört, erreichte aber auch im Super-G und in der Super-Kombination Spitzenplätze. Hirscher entschied als erster alpiner Skirennläufer den Gesamtweltcup achtmal in ununterbrochener Folge für sich. Hinzu kommen der zwölffache Gewinn einer Weltcup-Disziplinenwertung sowie sieben Weltmeistertitel und die zweitmeisten Weltcup-Siege und Weltcup-Podestplätze bei den Herren hinter Ingemar Stenmark. Bei den Olympischen Winterspielen 2018 in Pyeongchang gewann er Goldmedaillen im Riesenslalom und in der Kombination, bei den Spielen 2014 in Sotschi die Silbermedaille im Slalom. Seit seinem Sieg beim Slalom der Weltmeisterschaften von Åre am 17. Februar 2019 ist er der erfolgreichste männliche Skirennläufer in der Geschichte alpiner Skiweltmeisterschaften.

## Biografie
Marcel Hirscher wurde als Sohn einer Skilehrerin und eines Skilehrers in Hallein geboren und wuchs in Annaberg-Lungötz auf. Mutter Sylvia stammt aus Den Haag (Niederlande), weshalb Hirscher Doppelstaatsbürger ist. Später wurde ein Antreten für den dortigen Skiverband zwar überlegt, Hirscher entschied sich aber aufgrund der besseren Förderungen für den Österreichischen Skiverband (ÖSV). Vater Ferdinand war früher Hüttenwirt auf der Stuhlalm und ist Leiter der Skischule Annaberg. Er war der erste Skilehrer seines Sohnes, wurde zu einer wichtigen Bezugsperson und war als Betreuer bei fast allen Rennen des Sohnes anwesend. Hirscher besuchte die Skihotelfachschule in Bad Hofgastein, eine seiner Klassenkolleginnen war Anna Veith. Er schloss die Schule 2007 mit gutem Erfolg und der Auszeichnung „Bester Absolvent der Tourismusschulen Salzburg“ ab.

### Erste Erfolge im Skirennsport und Aufstieg in die Nationalmannschaft
Hirscher wurde 2004 in seiner Altersklasse Schüler II dreifacher österreichischer Schülermeister und gewann im selben Jahr den Super-G des Whistler Cups in Kanada, einem der international bedeutendsten Kinderskirennen. Nach Erreichen des Alterslimits kam der Salzburger ab Dezember 2004 bei FIS-Rennen zum Einsatz. Die ersten Siege in dieser Kategorie feierte er im März 2006, als er in Bad Wiessee zwei Slaloms gewann. Bei den österreichischen Jugendmeisterschaften fuhr er 2006 in der Altersklasse Jugend I in allen Disziplinen unter die besten drei, womit er die Kombinationswertung für sich entschied. Nach seiner Aufnahme in den Nachwuchskader des Österreichischen Skiverbandes gewann Hirscher im Jänner 2007 erstmals Punkte im Europacup, im selben Monat wurde er in der Altersklasse Jugend II Österreichischer Jugendmeister im Slalom. Bei den im März ausgetragenen Juniorenweltmeisterschaften 2007 in Zauchensee und Flachau gewann er die Goldmedaille im Riesenslalom und die Silbermedaille im Slalom. Als Juniorenweltmeister konnte Hirscher beim Saisonfinale in Lenzerheide erstmals an einem Weltcuprennen teilnehmen. Er beendete diesen Riesenslalom am 17. März, bei dem er als letzter Starter mit Nr. 31 ins Rennen gegangen war, als Drittletzter auf Rang 24 mit einem Rückstand von 3,17 Sekunden auf Sieger Aksel Lund Svindal.

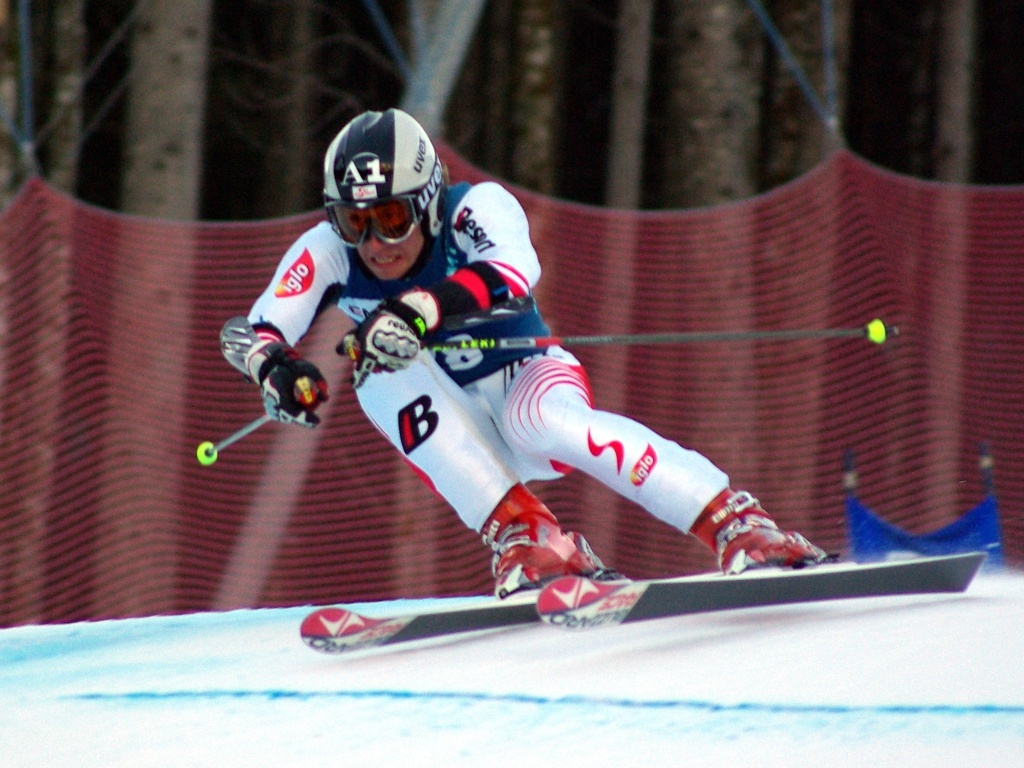
Marcel Hirscher beim Europacup-Riesenslalom von Hinterstoder im Jänner 2008

Im Laufe des Winters 2007/08 fand Hirscher Anschluss an die Weltspitze, neben dem Europacup kam er immer öfter im Weltcup zum Einsatz. Er gewann um den Jahreswechsel zwei Slaloms im Europacup, die ihm schließlich mit sechs weiteren Podestplätzen zum Gesamteuropacupsieg 2007/08 verhalfen. Am 6. Jänner 2008 fuhr er mit Platz neun im Slalom von Adelboden erstmals unter die besten zehn eines Weltcuprennens, nachdem er vier Wochen zuvor in seinem ersten Weltcuprennen des Winters als 24. im Slalom von Bad Kleinkirchheim die ersten Weltcuppunkte gewonnen hatte. Ende Februar folgten zwei Goldmedaillen in Slalom und Riesenslalom bei den Juniorenweltmeisterschaften 2008 in Formigal, ehe der damals gerade 19 Jahre alt gewordene Hirscher im März durch zwei dritte Plätze in den Slaloms von Kranjska Gora und Bormio erstmals im Weltcup auf dem Podest stand. In der Slalomwertung der Saison 2007/08 erzielte er damit den 15. Rang. Nach diesen Ergebnissen stieg Hirscher 2008 vom B-Kader direkt in die Nationalmannschaft des Österreichischen Skiverbandes auf. Seither startete er – abgesehen von zwei letzten Europacuprennen im Dezember 2008 – nur noch im Weltcup.
In der Saison 2008/09 fuhr Hirscher in insgesamt zehn Weltcuprennen unter die schnellsten zehn, wobei er als Dritter der Super-Kombination von Val-d’Isère einen Podestplatz erreichte und zwei weitere als jeweils Vierter in den Slaloms von Kitzbühel und Wengen nur knapp verfehlte. Damit kam er im Slalom- und Kombinationsweltcup unter die besten zehn, im Gesamt- und Riesenslalomweltcup wurde er jeweils Vierzehnter. Aufgrund seiner guten Platzierungen qualifizierte sich Hirscher für die Weltmeisterschaften 2009 in Val-d’Isère, bei der er im Riesenslalom den vierten Platz belegte (sieben Hundertstelsekunden hinter den Medaillenrängen), im Kombinations-Slalom und im ersten Lauf des Spezialslaloms schied er jedoch aus. Bei den Juniorenweltmeisterschaften desselben Jahres wurde er Zweiter im Super-G und Dritter im Riesenslalom.

### Siege in Weltcuprennen und Gesamtweltcupsieg
Im Dezember 2009 erreichte Hirscher bei den Rennen in Val-d’Isère zunächst Platz zwei in der Super-Kombination und danach Rang elf im Super-G, ehe er am 13. des Monats mit dem Gewinn des Riesenslaloms von Val-d’Isère seinen ersten Weltcupsieg feierte. Schon drei Wochen zuvor hatte er ein Parallelrennen in Moskau gewonnen, das als Einladungsrennen allerdings nicht zum Weltcup zählte. An Super-Kombinationen und Super-Gs nahm Hirscher, der im Weltcup nur sporadisch in diesen Disziplinen gestartet war, danach vorerst nicht mehr teil, er konzentrierte sich nun ausschließlich auf Slalom und Riesenslalom. Nach zwei weiteren Podestplätzen gelang ihm am 30. Jänner 2010 im Riesenslalom von Kranjska Gora der zweite Weltcupsieg. Er beendete die Saison 2009/10 als jeweils Sechster im Gesamt- und Riesenslalomweltcup sowie auf Platz acht im Slalomweltcup. Bei den Olympischen Winterspielen 2010 in Vancouver verpasste er mit Platz vier im Riesenslalom und Rang fünf im Slalom die Medaillenränge nur knapp. Zu Saisonende wurde er Österreichischer Staatsmeister im Riesenslalom.
Am 12. Dezember 2010 feierte Hirscher in Val-d’Isère, wo er ein Jahr zuvor den ersten Riesenslalom gewonnen hatte, seinen ersten Slalomsieg im Weltcup. Im Jänner folgten zweite Plätze in den Slaloms von Adelboden und Wengen, doch am 6. Februar – kurz vor Beginn der Weltmeisterschaften 2011 – war die Saison für ihn vorzeitig beendet, da er bei einem Sturz im Riesenslalom von Hinterstoder einen Kahnbeinbruch am linken Fuß erlitt. Dennoch belegte er im Winter 2010/11 im Slalomweltcup den fünften und im Riesenslalomweltcup den zehnten Platz.
Wieder genesen, gewann Hirscher im Dezember 2011 den Riesenslalom in Beaver Creek und den Slalom in Alta Badia. Nach dem Jahreswechsel 2011/12 gelangen ihm als ersten Skirennläufer überhaupt zwei Siege mit dem Riesenslalom und dem Slalom beide Klassiker der Internationalen Skitage in Adelboden. Weil er daraufhin den Nachtslalom von Zagreb gewann, war er der erste Rennläufer nach Ingemar Stenmark mit Siegen in den ersten drei Weltcuprennen eines Jahres. Danach konnte Hirscher auch den hochdotierten Nachtslalom auf der Schladminger Planai und dadurch erstmals ein Rennen in Österreich gewinnen, darüber hinaus siegte er auch in Riesenslalom und Slalom von Bansko. Erstmals seit über zwei Jahren nahm Hirscher auch wieder an zwei Super-G-Rennen teil. Beim Saisonfinale in Schladming, zu dem er mit 55 Punkten Rückstand auf den Schweizer Beat Feuz angereist war, geriet er zwar nach der Abfahrt (an der er nicht teilnahm, während Feuz mit dem zweiten Rang seinen Vorsprung um 80 Punkte erhöhte) noch mehr in Rückstand. Doch anderntags erreichte er in seinem erst vierten Super-G-Start im Weltcup als Dritter die erste Podestplatzierung und verringerte (weil Feuz durch Sturz ausfiel) das Manko auf 75 Zähler. Mit dem Sieg im Riesenslalom des Weltcupfinales – seinem neunten gewonnenen Rennen in der Saison 2011/12 – sicherte sich Hirscher die kleine Kristallkugel in dieser Disziplin. Darüber hinaus gewann er mit 25 Punkten Vorsprung vorzeitig den Gesamtweltcup, da Feuz auf einen Start im abschließenden Slalom verzichtete. Hirscher schied im letzten Slalom der Saison aus und vergab somit die Chance auf seine dritte Kristallkugel, er wurde schlussendlich Dritter im Slalomweltcup. Im Oktober 2012 wurde er von der Internationalen Vereinigung der Ski-Journalisten (AIJS) mit dem Skieur d’Or und von der Vereinigung Österreichischer Sportjournalisten als Österreichs Sportler des Jahres ausgezeichnet.

### Saison 2012/13
In der Saison 2012/13, mit Höhepunkt der Alpinen Skiweltmeisterschaften in Schladming, gewann Hirscher bereits vor den Weltmeisterschaften sechs Rennen im Weltcup, darunter vier Rennen im Slalom, eines im Riesenslalom und den Parallelslalom von Moskau. Bei den Weltmeisterschaften 2013 in Schladming sicherte sich Hirscher bei seinem ersten Antreten, dem Mannschaftsbewerb, die Goldmedaille mit der österreichischen Mannschaft; es war dies zugleich seine erste Medaille bei einem Großereignis. Im Riesenslalom gewann er seine erste Einzelmedaille bei Weltmeisterschaften, die silberne hinter Ted Ligety. Zum Abschluss der Weltmeisterschaften entschied er den Slalom für sich. Zu Saisonende reiste Hirscher mit 149 Punkten Vorsprung auf den Norweger Aksel Lund Svindal zum Weltcupfinale nach Lenzerheide. Nachdem die beiden Speedbewerbe Abfahrt und Super-G abgesagt bzw. abgebrochen worden waren und Svindal auf einen Start im Slalom verzichtet hatte, stand Hirscher zwei Rennen vor Saisonende als erfolgreicher Titelverteidiger fest. Zudem gelang es ihm als erst drittem Athleten nach Ingemar Stenmark und Alberto Tomba jeden Saisonslalom auf dem Podium zu beenden. Von seinen 24 Saisonrennen (inkl. Weltmeisterschaften und Nor-Am Cup) schaffte Hirscher es 21-mal auf das Podest (bei den restlichen drei Rennen erreichte er einmal die Punkteränge, kam ein weiteres Mal ins Ziel und schied einmal aus). Im Slalom-Weltcup erreichte Hirscher als erster Athlet seit Einführung des neuen Punktesystems 1991 über 900 Punkte in einer Disziplin.

### Saison 2013/14
Die Saison 2013/14 begann Hirscher mit einem dritten Platz beim Riesenslalom in Sölden, gefolgt vom ersten Saisonsieg im Slalom von Levi. Im Riesenslalom von Val-d’Isère profitierte er von einem Ausfall von Ted Ligety und entschied das Rennen, wie auch schon im Jahr zuvor, für sich. Am Tag darauf konnte er sich im Slalom aufgrund eines schweren Fehlers nicht für den zweiten Durchgang qualifizieren. Zuvor hatte Hirscher in den vergangenen 10 Slalom-Bewerben immer einen Podestplatz erreicht. Kurz vor Weihnachten gewann er den Riesenslalom-Klassiker von Alta Badia. Er war damit der erste Österreicher seit Christian Mayer in der Saison 1997/98, der dieses Rennen gewinnen konnte. Im Gegensatz zur vorherigen Saison kamen ihm seine Konkurrenten im Slalom um einiges näher, vor allem Felix Neureuther. Am 26. Jänner gelang ihm in der Super-Kombination von Kitzbühel ein 3. Platz, nachdem er im Super-G noch auf dem 56. Platz gelandet war. Bei den Olympischen Winterspielen 2014 in Sotschi konnte er im Riesenslalom am 19. Februar seine Aufholjagd (von Rang 7 nach dem ersten Lauf) nicht dermaßen gestalten, um noch in die Medaillenränge zu kommen und er belegte mit 0,30 Sekunden Rückstand auf Bronze den 4. Platz. Wenige Tage später gelang ihm das besser und er gewann nach dem 9. Zwischenrang noch die Silbermedaille im Slalom hinter Mario Matt.
Gegen Ende der Saison lieferte er sich wie im Vorjahr einen Zweikampf um den Gesamtweltcup mit Aksel Lund Svindal. Mit vier Punkten Vorsprung reiste Hirscher zum Weltcupfinale in Lenzerheide, nachdem sowohl er als auch Svindal es in den Rennen zuvor nicht aufs Podest geschafft hatten. Nach der Abfahrt ging Svindal mit einem fünften Rang in Führung (41 Punkte), blieb jedoch im Super-G, den Hirscher auf dem starken 12. Rang (gleichbedeutend 22 Punkte) beendete, mit Rang 16 punktelos. Im letzten Riesenslalom der Saison, in dem Svindal im ersten Lauf ausschied, belegte Hirscher den vierten Platz. Er lag nun 31 Punkte vor Svindal, der daraufhin bekannt gab, im Slalom nicht mitzufahren. Daher sicherte sich Hirscher zum dritten Mal in Folge die große Kristallkugel, ein Kunststück, das erst drei Fahrern, und zuletzt Phil Mahre (1981–1983) gelungen war. Hirscher ist der erste Österreicher, dem dies gelang. Seinen zweiten Sieg im Riesenslalom-Weltcup nach 2012 verpasste Hirscher allerdings denkbar knapp: Am Ende lag er punktegleich mit Ted Ligety voran, zog jedoch aufgrund der geringeren Anzahl an Saisonsiegen den kürzeren. Den dritten Rang in diesem Abschlussrennen, der ihm zum Sieg in der Disziplinenwertung gereicht hätte, verfehlte er um eine Hundertstelsekunde. Am letzten Renntag der Saison 2013/14 holte er sich mit einem Sieg wie bereits in der Saison davor den Slalomweltcup: mit 5 Punkten Rückstand auf Felix Neureuther angetreten, lieferte er sich mit seinem deutschen Freund und Rivalen, der Zweiter wurde, einen hochklassigen Kampf und hatte mit knappen 15 Punkten Vorsprung das bessere Ende für sich.
Wenige Tage nach dem Weltcupfinale bestritt er erstmals seit über fünf Jahren wieder eine Abfahrt, dann aber gleich zwei an einem Tag: am 20. März startete er bei den Nationalen Meisterschaften von Slowenien und Kroatien, die beide in Innerkrems ausgetragen wurden, um sich die nötigen FIS-Punkte zu sichern, die ihn für die Teilnahme an Weltcup- und WM-Abfahrten qualifizieren würden – wohl auch in Hinblick auf ein mögliches Antreten im Kombinationsbewerb bei den Weltmeisterschaften 2015.

### Saison 2014/15
Hirscher sicherte sich zu Beginn der Saison 2014/15 erstmals den Sieg beim Auftaktrennen, dem Riesenslalom auf dem Rettenbachferner in Sölden. Dies war zugleich der erste Sieg eines Österreichers bei diesem Rennen seit Hermann Maier in der Saison 2005/06. Nach einem zweiten Platz beim Slalom von Levi und einem dritten beim Riesenslalom von Beaver Creek gewann Hirscher den Riesenslalom von Åre und stellte damit seinen 25. Weltcupsieg sicher. Zwei Tage später gewann er auch den Slalom am selben Ort und eroberte damit die Führung im Gesamtweltcup von Kjetil Jansrud zurück. Gleichzeitig egalisierte er mit seinem 14. Slalomerfolg die österreichische Bestmarke von Benjamin Raich und Mario Matt. Der Schlagabtausch mit Jansrud ging weiter: Der Norweger holte sich mit einem Sieg und einem zweiten Platz in Gröden zwar die Weltcupführung zurück, verlor sie aber bald darauf wieder an Hirscher, der beim Riesenslalom von Alta Badia und (nach dem Jahreswechsel) beim Slalom von Zagreb siegte. Damit avancierte er zu Österreichs erfolgreichstem Slalomfahrer. Auch den Riesenslalom am Chuenisbärgli in Adelboden entschied Hirscher für sich. Es war dies der dritte Riesenslalomerfolg in Serie für den Salzburger.

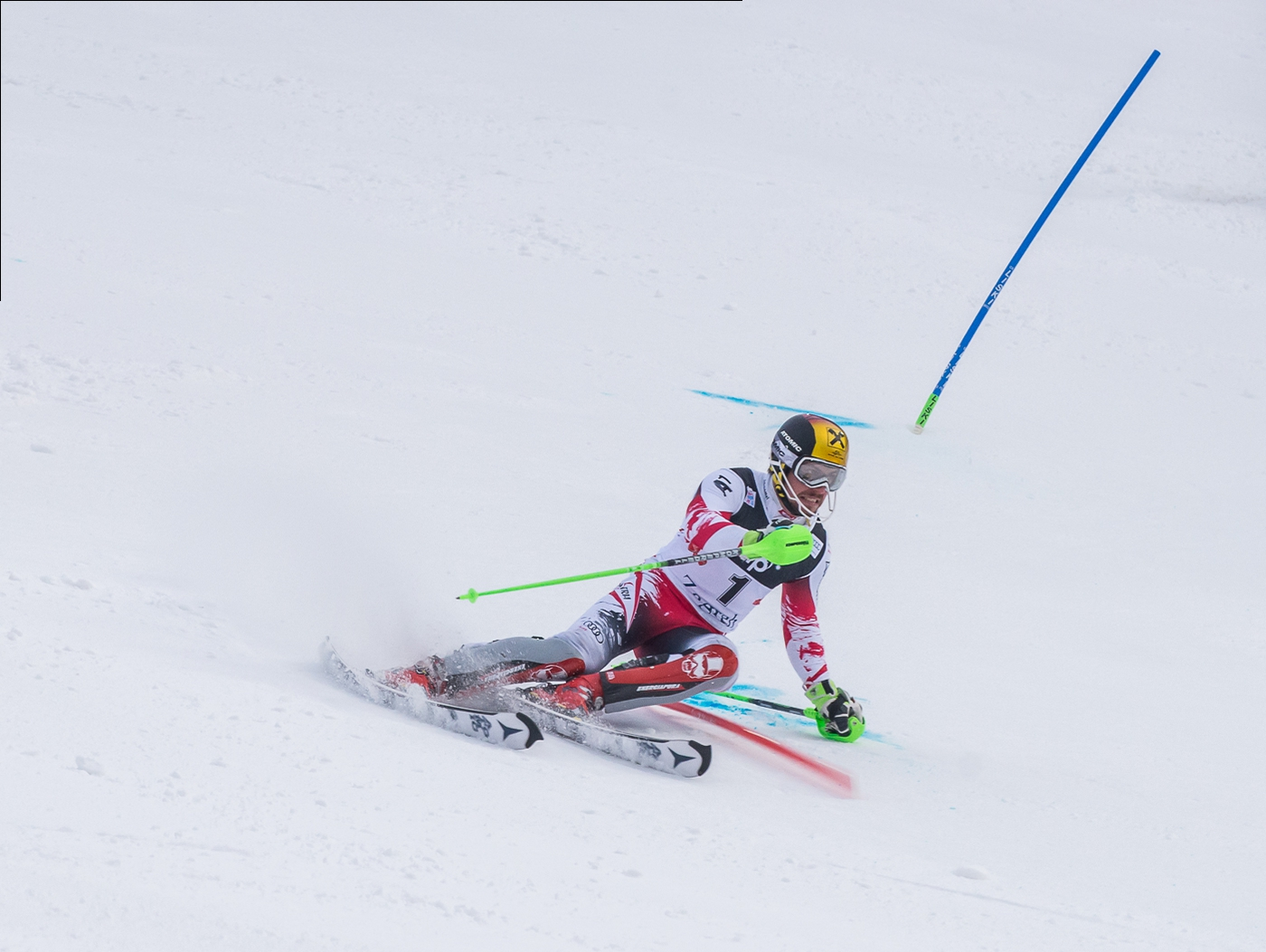
Marcel Hirscher im FIS Weltcup Slalom am 6. Jänner 2015 in Zagreb

Nachdem sowohl Hirscher als auch Jansrud in Wengen nicht die gewünschten Resultate erzielt hatten, fuhr der Annaberger in der Super-Kombination von Kitzbühel nach Rang 44 im Super-G mit einer famosen Slalomfahrt noch auf Platz zwei vor. Diese Leistung wiederholte er im Spezialslalom und baute seine Weltcupführung damit aus. Nach einem enttäuschenden 14. Platz beim Slalom von Schladming reiste Hirscher schließlich als einer der meist genannten Medaillenfavoriten zu den Weltmeisterschaften nach Vail/Beaver Creek. Gleich in seinem ersten Bewerb, der Alpinen Kombination, gewann er die Goldmedaille: Als 30. nach der Abfahrt konnte er im Slalom als Erster starten und die schnellste Zeit vorlegen; seine Gesamtzeit aus Abfahrt und Slalom wurde von keinem der nachfolgenden Läufer mehr unterboten. Er machte einen Rückstand von mehr als 3 Sekunden auf den nach der Abfahrt führenden Kjetil Jansrud wett, der als 30. Starter im Slalom Hirschers Gesamtzeit am nächsten kam. Somit landeten in der Alpinen Kombination die beiden Führenden im Gesamtweltcup auf den ersten beiden Plätzen. Zudem sicherte er sich gemeinsam mit Christoph Nösig, Michaela Kirchgasser und Eva-Maria Brem die Goldmedaille im Teambewerb. Im Riesenslalom gewann er (nach Führung nach Lauf 1) Silber hinter Ted Ligety, während er im abschließenden Slalom als Führender nach dem ersten Durchgang in der durch den stärker werdenden Schneefall für die letzten Starter sehr schwierig gewordenen Entscheidung ausschied.
Sein erstes Rennen im Weltcup nach den Weltmeisterschaften bestritt Hirscher in Saalbach, wo er im Super-G auf Platz 17 fuhr. Sein Verfolger im Gesamtweltcup, Kjetil Jansrud, der in diesem Rennen Dritter wurde und in der Abfahrt tags zuvor nur den 14. Platz erreicht hatte, konnte jedoch an diesem Speed-Wochenende nur 64 Punkte auf Hirscher aufholen. Am 1. März 2015 gewann Hirscher den Riesenslalom von Garmisch-Partenkirchen und lag am Ende 3,28 Sekunden vor dem Zweitplatzierten Felix Neureuther. Das war der bisher drittgrößte Vorsprung in einem Weltcup-Riesenslalom der Herren – überlegener hatte bisher nur Ingemar Stenmark gewonnen: Der legendäre Schwede hatte am 4. Februar 1979 in Jasná mit 4,06 Sekunden Vorsprung auf den Jugoslawen Bojan Križaj, und am 7. Jänner 1979 in Courchevel mit 3,73 Sekunden Vorsprung auf den Schweizer Peter Lüscher triumphiert. Es war dies Hirschers insgesamt 30. Weltcupsieg und sein 7. Saisonsieg. Mit dem zweiten Platz im Riesenslalom von Kranjska Gora sicherte er sich vorzeitig seine zweite kleine Kristallkugel in dieser Disziplin. Mit einem überraschenden vierten Platz beim finalen Super-G der Saison in Méribel, wo ihm nur 9 Hundertstelsekunden auf den Sieg fehlten, gelang Hirscher der vielleicht entscheidende Schritt im Gesamtweltcup gegen Kjetil Jansrud, der in diesem Rennen durch „nur“ Rang 2 hinter Dustin Cook zwanzig wichtige Punkte verlor. Da der Norweger nach dem am nächsten Tag ausgetragenen Riesenslalom (Rang 4 für Hirscher) angesichts des Punkterückstandes auf einen Start im abschließenden Slalom verzichtete, war dem Salzburger die erfolgreiche Titelverteidigung der Gesamtwertung gelungen. Hirscher war damit der erste alpine Skirennläufer, der den Gesamtweltcup viermal in Folge für sich entscheiden konnte.

### Saison 2015/16
Hirscher startete beim Riesenslalom von Sölden mit einem dritten Platz in die Weltcupsaison 2015/16. Am 5. Dezember entschied er den Super-G von Beaver Creek für sich und realisierte damit seinen ersten Weltcupsieg in einer Speed-Disziplin, der bis zum Ende der Saison der einzige Speed-Sieg des ÖSV-Teams blieb. Am darauffolgenden Tag gewann er auch den Riesenslalom von Beaver Creek und feierte seinen 33. Weltcupsieg; da es sein 15. Erfolg in dieser Disziplin war, wurde er diesbezüglich alleiniger österreichischer Rekordhalter. Eine Woche später gewann er in Val d’Isere den Riesenslalom und eroberte somit die Gesamtweltcupführung von Aksel Lund Svindal. Mit diesem 16. Riesenslalomtriumph überholte er in der ewigen Bestenliste nach Weltcupsiegen in dieser Disziplin Alberto Tomba und rangierte seither an vierter Stelle.
Mit zwei Siegen in Gröden holte sich Svindal die Gesamtweltcupführung zurück. Marcel Hirscher konterte jedoch in Alta Badia, wo er den Riesenslalom, wie bereits in den Jahren 2013 und 2014, für sich entscheiden konnte. Am 22. Dezember fuhr er beim Slalom von Madonna di Campiglio auf den zweiten Platz: Hier konnte ihn auch eine hinter ihm herabstürzende Kameradrohne nicht an einer Podestfahrt hindern. Hirscher übernahm damit wieder die Führung im Gesamtweltcup. Wohl konnte Svindal mit einem 7. Platz in der Abfahrt von Santa Catarina diese Führung wieder zurückerobern, aber Hirscher antwortete mit den Plätzen 1 (Slalom von Santa Caterina) und 2 (Slalom von Adelboden). Es war dies sein 7. Podestplatz in Folge beim Slalom von Adelboden. Mit dem Slalomsieg in Santa Caterina, seinem 36. Weltcuperfolg, zog Hirscher zudem mit Benjamin Raich gleich, mit dem Gewinn des Parallelslaloms von Stockholm konnte er diesen überholen. Somit war er, gemessen an Weltcupsiegen, der zweiterfolgreichste Skirennläufer des ÖSV, nur Hermann Maier hatte mehr Siege feiern können (54). Zwischenzeitlich hatte Svindal auf Grund des schweren Sturzes in der Hahnenkammabfahrt die Saison vorzeitig beenden müssen.
Das Wochenende in Hinterstoder verlief mit jeweils Platz 2 in den Riesenslaloms am 26. und 28. Februar (jeweils hinter dem in großer Form agierenden Alexis Pinturault) und dazwischen Platz 3 im Super-G (27. Februar) erfolgreich für den Salzburger. Mit seinem Sieg im Riesenslalom in Kranjska Gora am 5. März sicherte er sich die Riesenslalom-Disziplinenwertung sowie zum fünften Mal hintereinander die Gesamtwertung des Weltcups (dies dank der Bekanntgabe durch seine härtesten Konkurrenten, Kristoffersen und Pinturault, nicht an den noch folgenden Speedrennen teilzunehmen). Am darauffolgenden Tag gewann er auch den Slalom und überbot somit seine Punkte-Bestmarke im Gesamtweltcup. Den Slalomweltcup musste er hingegen an den Norweger Henrik Kristoffersen abtreten. Hirscher belegte am Ende der Saison Platz sechs in der Super-G-Gesamtwertung und klassierte sich damit erstmals unter den besten zehn Saisonläufern in dieser Disziplin.

### Saison 2016/17

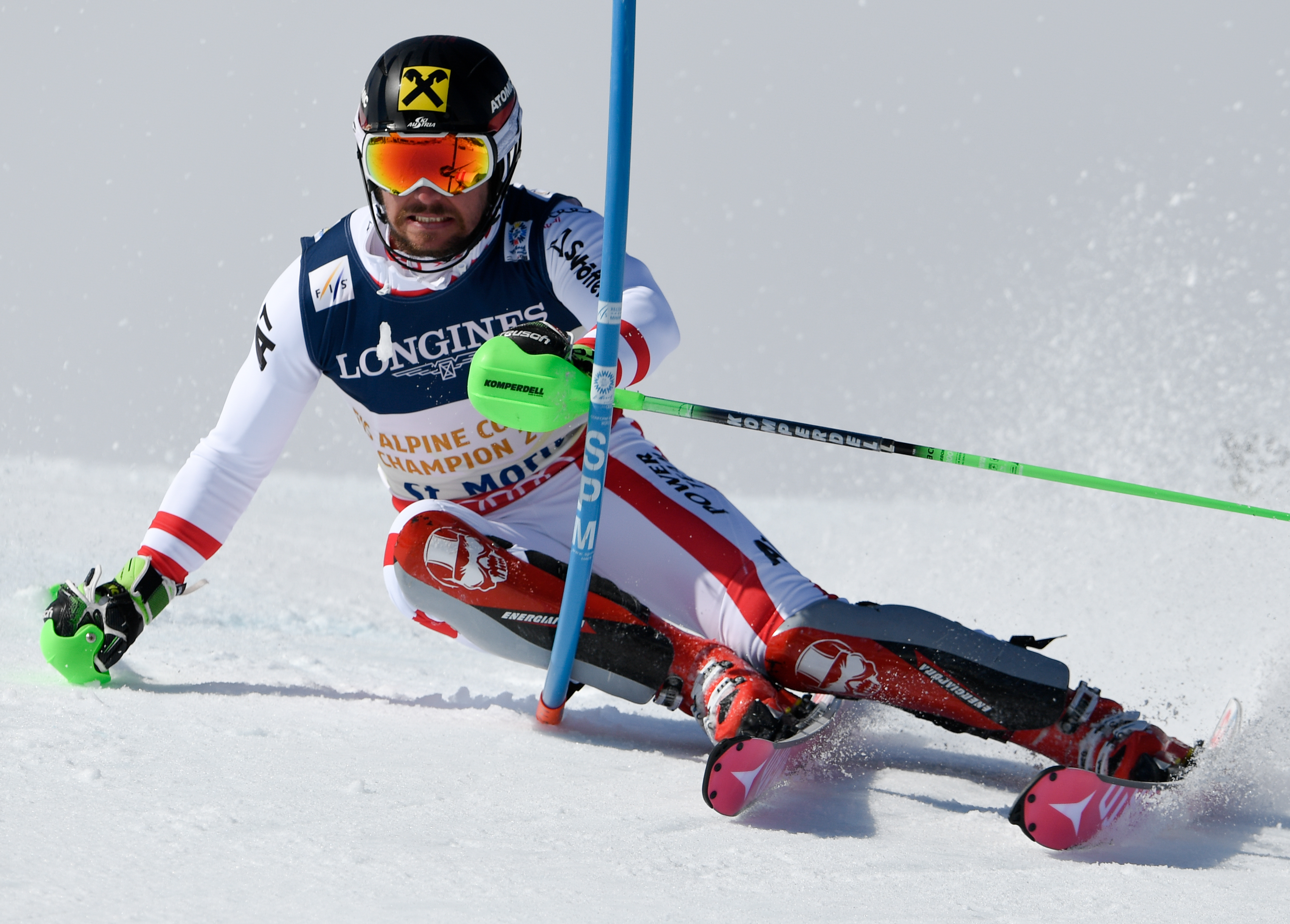
Marcel Hirscher im Kombinations-Slalom der FIS Alpinen Skiweltmeisterschaften 2017 in St. Moritz am 13. Februar 2017

Hirscher startete mit Platz 2 im Riesenslalom von Sölden in die neue Saison 2016/17. Das nächste Weltcuprennen, den Slalom von Levi, gewann er und feierte somit seinen 40. Weltcupsieg – womit er den Schweizer Pirmin Zurbriggen (aktiv von 1980 bis 1990) einholte. Mit seinem insgesamt 96. Podestplatz im Slalom von Val-d’Isère schob er sich in der ewigen Bestenliste auf Rang drei vor und zog mit Landsmann Hermann Maier gleich. Am 18. Dezember 2016 gewann Hirscher zum vierten Mal in Folge den prestigeträchtigen Riesenslalom von Alta Badia, der als schwerster Riesenslalom der Welt gilt. Nur Alberto Tomba konnte diesen Bewerb ebenfalls viermal gewinnen, benötigte dafür allerdings sieben Jahre (von 1987 bis 1994). Im Slalom von Adelboden übertraf er mit seinem 101. Podestplatz Marc Girardelli und liegt seither in dieser Wertung hinter Ingemar Stenmark (155 Podestplätze) auf Platz zwei der ewigen Bestenliste.

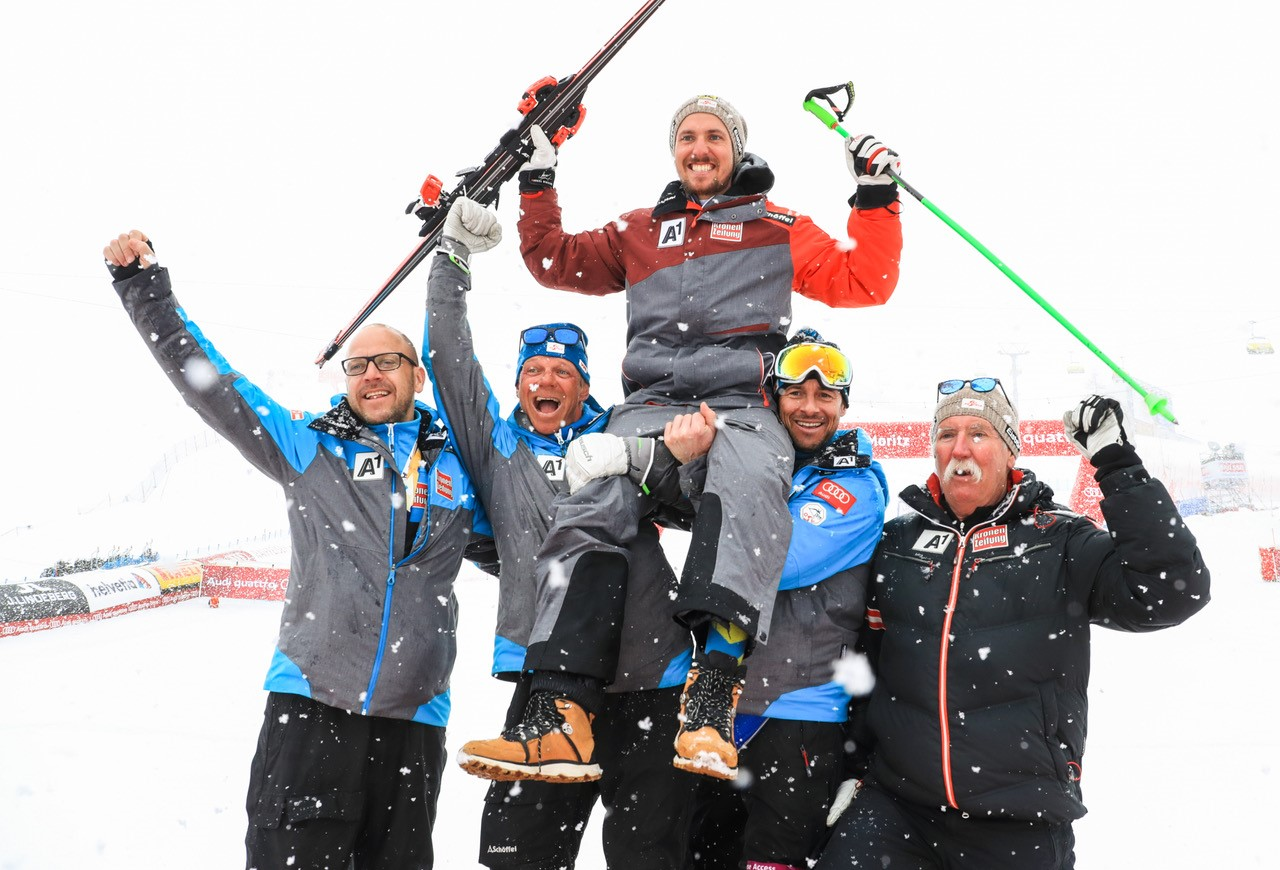
Team Hirscher (von links): Stefan Illek, Michael Pircher, Marcel Hirscher, Josef Percht, Ferdinand Hirscher (2017)

Im Slalom von Kitzbühel gelang ihm nach Rang neun im ersten Durchgang noch der Sprung auf das Siegerpodest, womit er seinen zweiten Triumph am Ganslernhang feiern konnte. Da sein großer Konkurrent in dieser Disziplin, Henrik Kristoffersen, im ersten Durchgang ausschied, übernahm und behielt Hirscher selbst nach dessen Sieg beim Nachtslalom vom Schladming, den Hirscher 9 Hundertstel dahinter auf Platz 2 beendete, die Führung in dieser Disziplinenwertung. Mit seinem Sieg beim Riesenslalom von Garmisch-Partenkirchen am 29. Jänner 2017, wo er mit 1,50 Sekunden Vorsprung auf Matts Olsson gewann, avancierte er zum zweiten (männlichen) Rennläufer im Weltcup hinter Ingemar Stenmark, der in zwei Disziplinen 20 oder mehr Siege verzeichnen konnte. Zudem setzte er sich auch in dieser Disziplinenwertung deutlich von seinem ersten Verfolger Alexis Pinturault ab. Bemerkenswert zu diesem Zeitpunkt war, dass sowohl Pinturault im Riesenslalom (3:2), als auch Kristoffersen im Slalom (5:2) mehr Saisonsiege auf dem Konto hatten als Hirscher. Dieser beendete jedoch alle Rennen, in denen er nicht gewann, fast immer (mit Ausnahme einmal Rang drei und einmal Rang sechs) auf Platz 2 hinter den beiden Erstgenannten und fiel im Gegensatz zu diesen nie aus.
Auch bei den Alpinen Skiweltmeisterschaften 2017 in St. Moritz blieben die Erfolge nicht aus: Nachdem Hirscher bereits im Hinblick auf die Kombination den Super-G bestritten hatte, konnte er im erstgenannten Bewerb die Silbermedaille erringen und blieb nur eine Hundertstelsekunde hinter dem neuen Weltmeister Luca Aerni zurück. Beim Teambewerb schied er zwar mit der österreichischen Mannschaft schon im Viertelfinale aus, im Riesenslalom schlug der Salzburger dann aber schließlich zu und krönte sich zum neuen Weltmeister in dieser Disziplin. Diesen Erfolg holte er sich auch im Slalombewerb, wobei er jeweils schon nach dem ersten Lauf in Führung gelegen war. Es war dies somit sein sechster Weltmeistertitel und er hat nun nach der Anzahl an Medaillen mit insgesamt neun Toni Sailer überholt, der acht Medaillen bei alpinen Skiweltmeisterschaften erreicht hatte. Lediglich Benjamin Raich konnte mit zehn WM-Medaillen noch mehr für den ÖSV erobern. Mit sechs Gold- und drei Silbermedaillen ist Hirscher nun hinter Toni Sailer (mit 7 × Gold und 1 × Silber) der zweiterfolgreichste Athlet bei Weltmeisterschaften. Außerdem wurde Hirscher zum ersten männlichen Skirennläufer seit Alberto Tomba 1996 und zum ersten Österreicher seit Rudolf Nierlich 1989, der bei denselben Weltmeisterschaften Gold sowohl im Slalom als auch im Riesenslalom erringen konnte.
Beim vorletzten Riesenslalom der Saison in Kranjska Gora, den er gewann, sicherte sich Hirscher seinen sechsten Gesamtweltcupsieg in Folge, da er bei noch fünf ausstehenden Rennen bereits über 500 Punkte Vorsprung auf all seine Verfolger hatte, sowie, dank des Ausscheidens seines Konkurrenten Alexis Pinturault, die kleine Kristallkugel im Riesenslalom. Tags darauf erreichte er (in seinem zweihundertsten Weltcup-Start) im Slalom einen vierten Platz. Da erneut sein Rivale um die kleine Kristallkugel in dieser Disziplin, diesmal Henrik Kristoffersen, die Qualifikation für den zweiten Durchgang verpasste, reichte Hirscher dieses Ergebnis, um sich auch in dieser Wertung uneinholbar an die Spitze zu setzen. Er gewann damit zum zweiten Mal nach 2014/2015 das Technik-Double, also die kleinen Kristallkugeln in Slalom und Riesenslalom in einer Saison.

### Saison 2017/18
Zu Beginn des Trainings im August 2017 zog sich Hirscher einen Außenknöchelbruch zu. Der Zeitpunkt seines Einstiegs in die Saison 2017/18 war lange ungewiss, ein Start beim traditionellen Gletscherauftakt in Sölden am 29. Oktober wurde jedoch sehr bald ausgeschlossen. Zu Hirschers Vorteil musste der Riesenslalom aufgrund von Schlechtwetter jedoch abgesagt werden, sodass er keinen Punkterückstand erlitt. Zur Überraschung vieler war Hirscher bereits beim nächsten Rennen am Start, dem Slalom in Levi am 12. November. Nachdem er im ersten Durchgang den 4. Platz erzielt hatte, konnte er diese Leistung im zweiten Durchgang nicht mehr halten und fiel auf den 17. Platz zurück. Zu schaffen machten ihm hierbei vor allem die schlechteren Bedingungen aufgrund der höheren Startnummer, wofür der Knöchel noch nicht ausreichend belastbar war.
Für die nächsten Rennen in Übersee plante Hirscher zunächst ein Antreten im Super-G und Riesenslalom von Beaver Creek. Nachdem er jedoch in den ersten Trainingsläufen großen Rückstand auf seine Teamkollegen aufgewiesen hatte, entschloss sich Hirscher gegen einen Start im Super-G, um weiter Riesenslalom trainieren zu können. Neben dem allgemeinen Trainingsrückstand musste er dabei vor allem an seinem Material und dessen Abstimmung arbeiten, hatte es für diese Saison doch einige Änderungen im Materialreglement der FIS gegeben. Hirscher konnte den Riesenslalom für sich entscheiden nach einem dritten Platz im ersten Durchgang. In der darauffolgenden Woche schaffte Hirscher erneut den Sprung auf das Riesenslalom-Podest. In Val-d’Isère lag er nach dem ersten Durchgang in Führung, rettete nach einem fehlerhaften Lauf Rang 3 ins Ziel. Im Slalom fuhr Hirscher nach dem achten Zwischenrang noch zum Sieg.
Am 17. Dezember gewann Hirscher zum fünften Mal in Folge den Riesenslalom von Alta Badia mit 1,7 Sekunden Vorsprung und übernahm damit erstmals in dieser Saison die Führung im Gesamtweltcup, punktegleich mit Aksel Lund Svindal. Mit dem Sieg im vorletzten Wettbewerb des Jahres 2017, dem Slalom von Madonna di Campiglio, übernahm Hirscher die alleinige Führung im Gesamtweltcup, bereits gesichert zum Jahreswechsel. Am Neujahrstag übernahm er mit einem 5. Platz im City Event von Oslo auch die Führung im Slalomweltcup. Im Slalom von Zagreb zog er mit seinem 50. Weltcupsieg mit Alberto Tomba gleich. Mit seinem 51. Weltcupsieg im Riesenslalom von Adelboden überholte Hirscher den Italiener. Auch den Slalom in Adelboden konnte Hirscher für sich entscheiden. In Wengen gewann er erstmals den Slalom. Dies war sein 25. Slalomsieg und sein fünfter in Serie, ein Kunststück, das bisher erst vier anderen Skirennläufern (Ingemar Stenmark, Alberto Tomba, Marc Girardelli und Giorgio Rocca) gelungen war. Nachdem er sich in Kitzbühel mit Rang zwei hinter Dauerrivalen Kristoffersen hatte begnügen müssen, gewann er erstmals seit 2012 wieder den Nachtslalom in Schladming und egalisierte mit seinem 54. Sieg im Weltcup die ÖSV-Herrenbestmarke von Hermann Maier. Am 28. Jänner 2018 gewann er den Riesenslalom in Garmisch-Partenkirchen und gilt somit als erfolgreichster österreichischer Skirennläufer. Bei den Olympischen Winterspielen 2018 in Pyeongchang gewann er Goldmedaillen in der Kombination und im Riesenslalom. Im abschließenden Slalom schied er aus, auf einen Start im erstmals an olympischen Spielen ausgetragenen Teambewerb verzichtete er.
Mit dem Sieg im Riesenslalom von Kranjska Gora am 3. März sicherte sich Hirscher vorzeitig den Gewinn der Riesenslalomwertung. Am folgenden Tag gewann Hirscher auch im Slalom und sicherte sich somit – ebenfalls vorzeitig – den Gewinn der Slalom- und der Weltcup-Gesamtwertung (letztere bereits zum siebten Mal in Folge). Am 17. März gewann Hirscher den Riesenslalom von Åre und damit sein bereits 13. Weltcuprennen der Saison, womit er den Rekord von Hermann Maier (2000/01) und Ingemar Stenmark (1978/79) egalisierte. Tags darauf hätte Hirscher im letzten Saisonrennen, dem Slalom von Åre die Möglichkeit gehabt, diesen Rekord auf 14 Siege zu verbessern. Dieser musste jedoch aufgrund eines Sturms abgesagt werden, womit die Saison beendet war. Somit gewann Hirscher 6 von 7 Riesenslaloms und 7 von 9 Slaloms, erreichte also Siegesquoten von 85,7 % bzw. 77,7 % in den jeweiligen Disziplinen und gewann insgesamt 81,25 % aller Technikrennen der Saison.

### Saison 2018/19
Zum Saisonanfang gewann Hirscher den Slalom von Levi. Danach wurde er Zweiter beim Riesenslalom von Beaver Creek hinter Stefan Luitz. Allerdings war das gesamte DSV-Team vor beiden Durchgängen mit Sauerstoff aus der Flasche versorgt worden, was einen klaren Verstoß gegen die FIS-Regeln darstellt. Luitz wurde der Sieg am 10. Jänner nachträglich aberkannt und Hirscher zugesprochen, wogegen Luitz Beschwerde beim Sportgerichtshof (CAS) einlegte. Am 15. März bekam der Deutsche vom CAS recht und erhielt seinen ersten Weltcupsieg zurück.
Anfang Dezember gewann der Salzburger dann den Riesenslalom von Val-d’Isère. Beim Riesenslalom von Alta Badia am 16. Dezember gewann Hirscher mit 2,53 Sekunden Vorsprung in überlegener Manier. Dies ist bis heute der größte Vorsprung eines Skirennläufers bei diesem Rennen. Am 17. Dezember gewann Hirscher den Parallel-Riesentorlauf in Alta Badia und zog mit seinem insgesamt 62. Weltcup-Sieg mit Annemarie Moser-Pröll gleich. Nur Ingemar Stenmark (86) und Lindsey Vonn (82) siegten in mehr Rennen. Dieser Sieg war zudem der erste Sieg Hirschers in einem Parallel-RTL. Mit dem Sieg im Slalom von Saalbach-Hinterglemm holte sich Hirscher am 20. Dezember seinen 63. Weltcupsieg, überholte damit seine Salzburger Landsfrau Moser-Pröll und ist nun Österreichs an Weltcupsiegen erfolgreichster Skiläufer. Damit stand Hirscher in der Saison 2018/19 nach sieben Starts bei sechs Siegen. Am 6. Jänner folgte ein weiterer Sieg in Zagreb, sein 5. an diesem Ort, der 30. im Slalom. Am 12. und 13. Jänner gewann er wie schon 2012 und im Vorjahr beide Technikbewerbe in Adelboden und feierte somit seine Weltcupsiege Nummer 65 und 66. Weltcupsieg Nummer 67 gewann er am 29. Jänner 2019 bei der Nachtslalomveranstaltung in Schladming. Dieser Sieg war für ihn der dritte bei dieser Nachtveranstaltung nach 2012 und 2018. Mit neun Saisonsiegen und überlegener Führung im Gesamtweltcup (fast 500 Punkte) reiste Hirscher als Topfavorit zu den alpinen Skiweltmeisterschaften nach Åre. Dort gewann er Silber in der Disziplin Riesenslalom (er war nach Erkrankung angetreten), womit er den ÖSV-Rekord von zehn gewonnenen Weltmeisterschaftsmedaillen von Benjamin Raich einstellte (nur Kjetil André Aamodt hat mit 12 noch mehr gewonnen). Beim abschließenden Slalom gewann er Gold und avancierte damit zum erfolgreichsten alpinen Skirennläufer in der Geschichte der Weltmeisterschaften (7 × Gold, 4 × Silber), ein Rekord der zuvor 60 Jahre lang von Toni Sailer gehalten wurde. Durch den zweiten Platz beim Riesenslalom in Bansko hinter Henrik Kristoffersen gewann er den Riesenslalomweltcup zum sechsten Mal. Gegen Ende der Saison konnte Hirscher nicht mehr an die Leistungen der vorherigen Monate anknüpfen und gewann nach dem Nachtslalom in Schladming im Jänner kein Weltcuprennen mehr.

### Rücktritt und Skimarkengründung
Schon nach der Saison 2016/17 hatte Hirscher bekanntgegeben, dass es nicht sicher sei, ob er seine Karriere fortsetze, überlegte es sich dann im Sommer jedoch anders. Nach der Saison 2017/18, die für ihn mit der kleinen Kugel im Slalom, Riesenslalom und dem Gesamtweltcup endete, war sich Marcel Hirscher wieder nicht sicher, ob er seine Karriere fortsetzen will. Wie in der Vorsaison gab er im Sommer an, noch ein Jahr weiterzufahren. Zudem unterschrieb er einen neuen Ausrüstervertrag mit Atomic bis ins Jahr 2020.
Nach der Saison 2018/19 gab es erneut Spekulationen über einen möglichen Rücktritt. Zuerst setzte Hirscher eine Pressekonferenz für den 6. August an, die er wieder absagte. Dann rief er eine neue Pressekonferenz für den 6. September ein, an der er endgültig mitteilen wollte, ob er eine weitere Saison im Weltcup fahren würde. Die Kronenzeitung, offizieller Partner des österreichischen Skiverbandes (ÖSV), veröffentlichte in der Woche vor der Pressekonferenz einen Artikel, wonach sein Rücktritt beschlossene Sache sei. Im Rahmen einer ORF-Sondersendung, die am 4. September 2019 vom Brauhaus Gusswerk in Hof bei Salzburg ausgestrahlt wurde, gab er vor 150 Journalisten aus dem In- und Ausland offiziell seinen Rücktritt bekannt.
Am 21. Mai 2020 präsentierte Hirscher in ORF 2 die Fernsehsendung Ein Sommer in Österreich – Urlaub in Rot-Weiß-Rot. Im September 2021 präsentierte er die von ihm gegründete Skimarke Van Deer. Eines seiner ersten weiteren Projekte war die Mitgründung des Skibekleidungsherstellers The Mountain Studio. 2022 vertiefte er die Zusammenarbeit mit seinem langjährigen Sponsor Red Bull. Hirschers Firma und Red Bull gründeten die Van Deer-Red Bull Sport Equipment GmbH, die die Marke Augment und dessen Produktionsstandort in Stuhlfelden übernahm. Die Marke Augment blieb bestehen und wurde eingegliedert.

### Comeback
Am 23. April 2024 berichtete die Tiroler Tageszeitung über ein mögliches Comeback Hirschers als alpiner Skirennläufer. Er würde dabei allerdings nicht für Österreich, sondern für die Niederlande, das Heimatland seiner Mutter, an den Start gehen. Am 24. April bestätigte der ÖSV den Verbandswechsel. Toni Giger, Renndirektor der Marke Van Deer, gab an, dass Hirscher im Sommer an FIS-Rennen in Neuseeland teilnehmen werde, um die notwendigen FIS-Punkte für einen Weltcupstart im Riesenslalom zu erreichen. Am 28. September 2024 gab die FIS eine neu eingeführte und auf Hirscher zugeschnittene Wildcard-Regelung bekannt, die ihm einen Startplatz unmittelbar hinter den besten 30 sichern würde.
Nach 2051 Tagen gab Hirscher am 27. Oktober 2024 sein Comeback im Alpinen Skiweltcup, wobei er im Riesenslalom von Sölden mit Rang 23 auf Anhieb Weltcuppunkte gewinnen konnte. Es waren die ersten Weltcuppunkte für einen niederländischen Skirennläufer seit dem 8. Januar 2022. Damals belegte Maarten Meiners beim Riesenslalom in Adelboden den 28. Platz.
Am 3. Dezember 2024 wurde bekannt, dass sich Hirscher im Training einen Kreuzbandriss im linken Knie zugezogen hatte. Er musste die Saison daraufhin vorzeitig beenden. Ob er noch einmal in den Weltcup zurückkehrt, ließ er vorerst offen. Im Juni 2025 verkündete Hirscher per Videobotschaft auf Instagram sein Comeback für die Saison 2025/26.

## Rekorde

### Serien
Marcel Hirscher gewann den Gesamtweltcup von 2012 bis 2019 achtmal in Folge. Der bisherige Rekordgewinner der großen Kristallkugel Marc Girardelli entschied die Gesamtwertung fünfmal (zuletzt 1992/93) für sich, benötigte dafür jedoch neun Winter. Öfter als dreimal in Serie (Gustav Thöni 1970/71–1972/73, Ingemar Stenmark 1975/76–1977/78 und Phil Mahre 1980/81–1982/83) hatte es zuvor noch kein männlicher Skirennläufer geschafft.
In der Weltcup-Saison 2012/13 beendete Hirscher alle Slaloms (inklusive zweier City Events) auf dem Podest – ein Kunststück, das zuvor nur Ingemar Stenmark (1975/76) und Alberto Tomba (1991/92) gelungen war. In der Saison 2017/18 schaffte er dies auch im Riesenslalom, was Stenmark viermal (1977/78, 1978/79, 1979/80 und 1980/81) sowie Tomba (1991/92) und Ted Ligety (2012/13) je einmal gelungen war.
Seine 13 Weltcupsiege in der Saison 2017/18 bedeuten ebenfalls einen Rekord, den er sich mit Ingemar Stenmark (1978/79), Hermann Maier (2000/01) und Marco Odermatt (zweimal: 2022/23 und 2023/24) teilt. Im Kalenderjahr 2018 übertraf er mit saisonübergreifend 14 Siegen jedoch die Bestmarke Stenmarks (1977 und 1979) um einen Triumph.
Hirscher errang als erster Athlet je drei Medaillen bei drei verschiedenen Weltmeisterschaften (2013 Gold in Slalom und Teambewerb sowie Silber im Riesenslalom, 2015 Gold in Kombination und Teambewerb sowie Silber im Riesenslalom, 2017 Gold in Riesenslalom und Slalom sowie Silber in der Kombination). Zudem schaffte er es als erster männlicher Skirennläufer Goldmedaillen bei vier aufeinander folgenden Weltmeisterschaften zu gewinnen. Seit den alpinen Skiweltmeisterschaften von Åre 2019 ist Hirscher mit 7 × Gold und 4 × Silber der erfolgreichste Teilnehmer in der Geschichte alpiner Skiweltmeisterschaften. Dem Einwand, dass zwei seiner Goldmedaillen im Teambewerb errungen wurden, steht gegenüber, dass der bisherige Rekordhalter Toni Sailer für seine zwei Goldmedaillen in der Alpinen Kombination kein eigenes Rennen fahren musste – sie ergaben sich aus den Spitzenplätzen in Abfahrt, Riesenslalom und Slalom.

### Weltcuppunkte
Hirscher hält sowohl im Riesenslalom als auch im Slalom den Rekord für die meisten erzielten Weltcuppunkte seit Reformierung des FIS-Punktesystems zur Saison 1991/92. In der Gesamtwertung liegt er hinter Benjamin Raich an zweiter Stelle. Auch innerhalb einer Saison stellte er neue Bestmarken auf. So gewann er den Slalomweltcup 2012/13 mit 960 Punkten und übertraf die alte Rekordmarke von Alberto Tomba (1991/92) um 140 Zähler. Im Riesenslalomweltcup 2015/16 erzielte er 766 Punkte und überbot Michael von Grünigens Rekord (739) aus der Saison 1995/96; hier wurde er jedoch später von Marco Odermatt überboten (2022/23: 840 Punkte, 2023/24: 900 Punkte).
In der Saison 2017/18 trat Hirscher zu 20 Rennen an und gewann in Summe 1620 Weltcuppunkte, was mit 81 Punkten den besten Schnitt aller Gesamtweltcupsieger seit der Regeländerung (1991/92) bedeutet. Eine ähnliche Effizienz hatte ihn zuvor im Winter 2012/13 ausgezeichnet, als er in ebenfalls 20 Rennen 1535 Punkte (durchschnittlich 76,75 Punkte pro Bewerb) erzielen konnte. Von allen Gewinnern der großen Kristallkugel kam Marco Odermatt Hirschers Rekord am nächsten, als er in der Saison 2022/23 bei 26 Starts 2042 Punkte einfuhr (78,54 Punkte pro Rennen).

### Sonstige
In der Saison 2012/13 gelang es ihm als erstem Läufer seit Luc Alphand (1996/97) den Gesamtweltcup mit Punkten aus nur zwei Disziplinen zu gewinnen. Am 8. Februar 2015 gewann Hirscher in Beaver Creek den Weltmeistertitel in der Kombination, indem er nach Rang 30 in der Abfahrt mit Laufbestzeit im Slalom noch 29 Konkurrenten überholte. Dies war bis dahin nur Mario Matt im Jänner 2007 beim Weltcup in Wengen gelungen und wurde bei den Weltmeisterschaften 2017 in St. Moritz von Luca Aerni egalisiert.
An neun Weltcup-Austragungsorten ist Hirscher Rekordsieger: So gewann er in Adelboden (Chuenisbärgli) neunmal, in Alta Badia (Gran Risa) achtmal, in Val-d’Isère (Face de Bellevarde) siebenmal, in Kranjska Gora (Vitranc) – wie Ted Ligety und Henrik Kristoffersen – sechsmal, in Zagreb (Sljeme) fünfmal, in Schladming (Planai) wie Benjamin Raich und Henrik Kristoffersen viermal, in Levi (Levi Black) dreimal und in Bansko zweimal. In Moskau konnte noch kein Athlet öfter als einmal gewinnen. Seine Bestmarke in Adelboden markiert zugleich den Rekord für die meisten Weltcupsiege an ein und demselben Ort. Die Bestmarken in Alta Badia bzw. Zagreb und Adelboden bedeuten die Rekorde für die meisten Riesenslalom- bzw. Slalomsiege an einem Ort, die er sich mit Ted Ligety (sechs Riesenslaloms in Kranjska Gora) bzw. Ingemar Stenmark (je fünf Slaloms in Kitzbühel und Madonna di Campiglio) und Alberto Tomba (fünf Slaloms in Sestriere) teilt. Zusätzlich hält er mit 16 Podestplätzen in Adelboden auch den Rekord für die meisten Podiumsplatzierungen an einem Ort.
Als bislang einziger Athlet konnte Hirscher drei zum Weltcup zählende Parallelrennen (zwei City Events in Moskau 2013 und Stockholm 2016 sowie einen Parallel-Riesenslalom in Alta Badia 2018) gewinnen.
Hirscher gewann insgesamt 20 Kristallkugeln, darunter achtmal den Gesamtweltcup und je sechsmal den Disziplinenweltcup im Riesenslalom und Slalom und ist damit Rekordhalter bei den Herren.

## Erfolge

### Olympische Spiele
- Vancouver 2010: 4. Riesenslalom, 5. Slalom
- Sotschi 2014: 2. Slalom, 4. Riesenslalom
- Pyeongchang 2018: 1. Riesenslalom, 1. Kombination

### Weltmeisterschaften
- Val-d’Isère 2009: 4. Riesenslalom

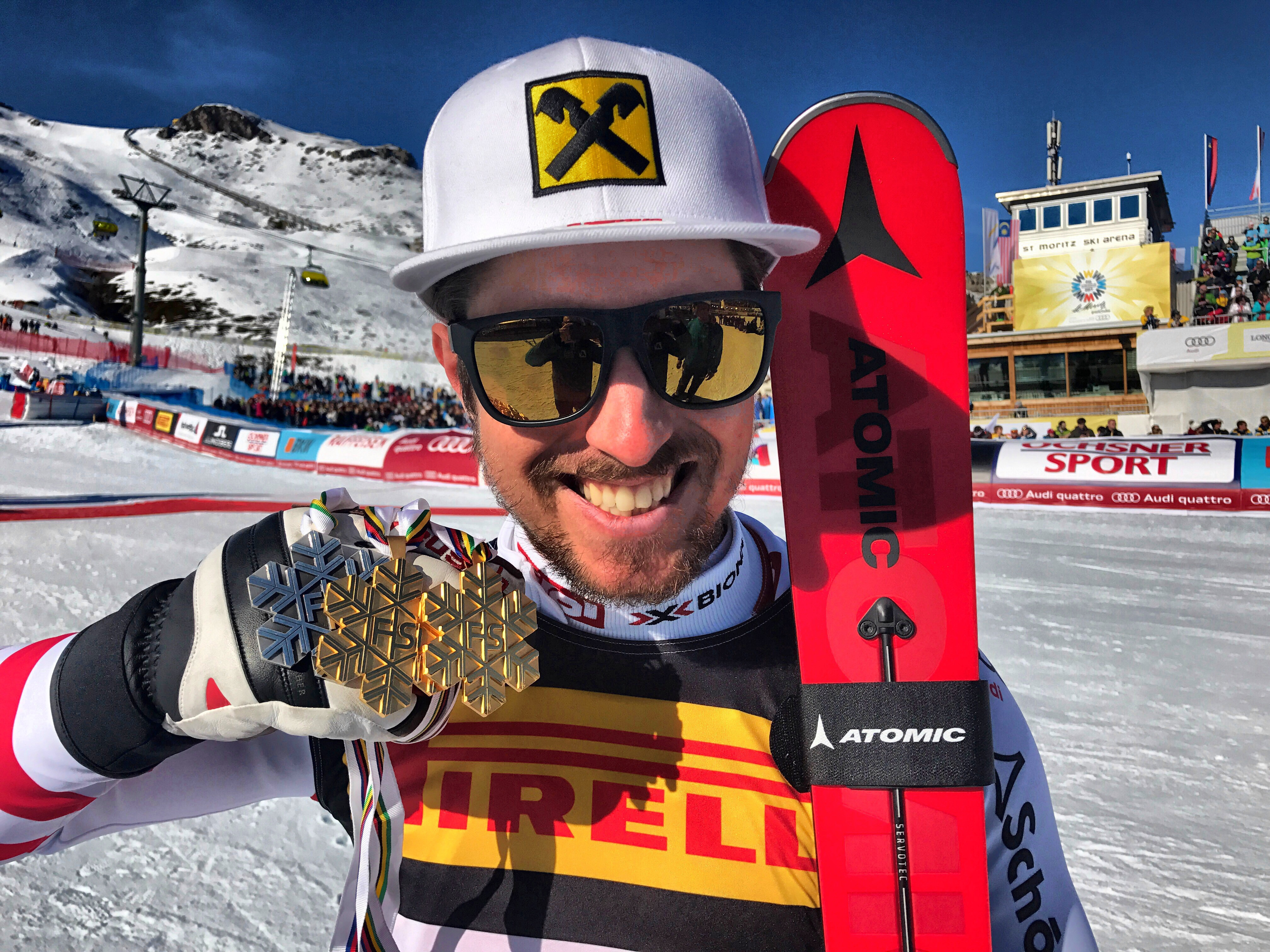
Alpine Ski-WM St. Moritz

- Schladming 2013: 1. Mannschaftswettbewerb, 1. Slalom, 2. Riesenslalom
- Vail/Beaver Creek 2015: 1. Alpine Kombination, 1. Mannschaftswettbewerb, 2. Riesenslalom
- St. Moritz 2017: 1. Riesenslalom, 1. Slalom, 2. Alpine Kombination, 5. Mannschaftswettbewerb, 21. Super-G
- Åre 2019: 1. Slalom, 2. Riesenslalom

### Weltcupwertungen
| Saison  | Gesamt | Gesamt | Super-G | Super-G | Riesenslalom | Riesenslalom | Slalom | Slalom | Kombination | Kombination | City Event | City Event |
| Saison  | Platz  | Punkte | Platz   | Punkte  | Platz        | Punkte       | Platz  | Punkte | Platz       | Punkte      | Platz      | Punkte     |
| ------- | ------ | ------ | ------- | ------- | ------------ | ------------ | ------ | ------ | ----------- | ----------- | ---------- | ---------- |
| 2007/08 | 51.    | 167    | –       | –       | –            | –            | 15.    | 167    | –           | –           | –          | –          |
| 2008/09 | 14.    | 520    | –       | –       | 14.          | 162          | 9.     | 253    | 10.         | 105         | –          | –          |
| 2009/10 | 6.     | 691    | 34.     | 24      | 6.           | 306          | 8.     | 281    | 12.         | 80          | –          | –          |
| 2010/11 | 15.    | 469    | –       | –       | 10.          | 128          | 5.     | 326    | –           | –           | 9.1        | 151        |
| 2011/12 | 1.     | 1355   | 27.     | 60      | 1.           | 705          | 3.     | 560    | –           | –           | 5.1        | 301        |
| 2012/13 | 1.     | 1535   | –       | –       | 2.           | 575          | 1.     | 960    | –           | –           | 1.2        | 1802       |
| 2013/14 | 1.     | 1222   | 31.     | 37      | 2.           | 560          | 1.     | 565    | 8.          | 60          | –          | –          |
| 2014/15 | 1.     | 1448   | 24.     | 64      | 1.           | 690          | 1.     | 614    | 6.          | 80          | –          | –          |
| 2015/16 | 1.     | 1795   | 6.      | 249     | 1.           | 766          | 2.     | 780    | –           | –           | 1.2        | 1002       |
| 2016/17 | 1.     | 1599   | 25.     | 51      | 1.           | 733          | 1.     | 735    | 5.          | 80          | 9.2        | 152        |
| 2017/18 | 1.     | 1620   | 33.     | 26      | 1.           | 720          | 1.     | 874    | –           | –           | 6.2        | 802        |
| 2018/19 | 1.     | 1546   | –       | –       | 1.           | 680          | 1.     | 786    | 5.          | 80          | 6.2        | 682        |
| 2024/25 | 142.   | 8      | –       | –       | 50.          | 8            | –      | –      | –           | –           | –          | –          |

1 Keine offizielle Wertung, wurde nur zum Gesamtweltcup gezählt
2 Keine offizielle Wertung, wurde zum Slalomweltcup gezählt – daher doppelt in der Gesamtweltcup-Summe

### Weltcupsiege
Hirscher errang insgesamt 138 Podestplätze in Einzelrennen, davon 67 Siege (32 × Slalom, 31 × Riesenslalom, 3 × Parallelrennen, 1 × Super-G):
|     | Datum             | Ort                    | Land        |
| --- | ----------------- | ---------------------- | ----------- |
| 1.  | 13. Dezember 2009 | Val-d’Isère            | Frankreich  |
| 2.  | 30. Jänner 2010   | Kranjska Gora          | Slowenien   |
| 3.  | 4. Dezember 2011  | Beaver Creek           | USA         |
| 4.  | 7. Jänner 2012    | Adelboden              | Schweiz     |
| 5.  | 18. Februar 2012  | Bansko                 | Bulgarien   |
| 6.  | 17. März 2012     | Schladming             | Österreich  |
| 7.  | 9. Dezember 2012  | Val-d’Isère            | Frankreich  |
| 8.  | 14. Dezember 2013 | Val-d’Isère            | Frankreich  |
| 9.  | 22. Dezember 2013 | Alta Badia             | Italien     |
| 10. | 26. Oktober 2014  | Sölden                 | Österreich  |
| 11. | 12. Dezember 2014 | Åre                    | Schweden    |
| 12. | 21. Dezember 2014 | Alta Badia             | Italien     |
| 13. | 10. Jänner 2015   | Adelboden              | Schweiz     |
| 14. | 1. März 2015      | Garmisch-Partenkirchen | Deutschland |
| 15. | 6. Dezember 2015  | Beaver Creek           | USA         |
| 16. | 12. Dezember 2015 | Val-d’Isère            | Frankreich  |
| 17. | 20. Dezember 2015 | Alta Badia             | Italien     |
| 18. | 5. März 2016      | Kranjska Gora          | Slowenien   |
| 19. | 18. Dezember 2016 | Alta Badia             | Italien     |
| 20. | 29. Jänner 2017   | Garmisch-Partenkirchen | Deutschland |
| 21. | 4. März 2017      | Kranjska Gora          | Slowenien   |
| 22. | 18. März 2017     | Aspen                  | USA         |
| 23. | 3. Dezember 2017  | Beaver Creek           | USA         |
| 24. | 17. Dezember 2017 | Alta Badia             | Italien     |
| 25. | 6. Jänner 2018    | Adelboden              | Schweiz     |
| 26. | 28. Jänner 2018   | Garmisch-Partenkirchen | Deutschland |
| 27. | 3. März 2018      | Kranjska Gora          | Slowenien   |
| 28. | 17. März 2018     | Åre                    | Schweden    |
| 29. | 8. Dezember 2018  | Val-d’Isère            | Frankreich  |
| 30. | 16. Dezember 2018 | Alta Badia             | Italien     |
| 31. | 12. Jänner 2019   | Adelboden              | Schweiz     |

|    | Datum            | Ort          | Land |
| -- | ---------------- | ------------ | ---- |
| 1. | 5. Dezember 2015 | Beaver Creek | USA  |

|     | Datum             | Ort                  | Land       |
| --- | ----------------- | -------------------- | ---------- |
| 1.  | 12. Dezember 2010 | Val-d’Isère          | Frankreich |
| 2.  | 19. Dezember 2011 | Alta Badia           | Italien    |
| 3.  | 5. Jänner 2012    | Zagreb               | Kroatien   |
| 4.  | 8. Jänner 2012    | Adelboden            | Schweiz    |
| 5.  | 24. Jänner 2012   | Schladming           | Österreich |
| 6.  | 19. Februar 2012  | Bansko               | Bulgarien  |
| 7.  | 18. Dezember 2012 | Madonna di Campiglio | Italien    |
| 8.  | 6. Jänner 2013    | Zagreb               | Kroatien   |
| 9.  | 13. Jänner 2013   | Adelboden            | Schweiz    |
| 10. | 27. Jänner 2013   | Kitzbühel            | Österreich |
| 11. | 17. November 2013 | Levi                 | Finnland   |
| 12. | 12. Jänner 2014   | Adelboden            | Schweiz    |
| 13. | 16. März 2014     | Lenzerheide          | Schweiz    |
| 14. | 14. Dezember 2014 | Åre                  | Schweden   |
| 15. | 6. Jänner 2015    | Zagreb               | Kroatien   |
| 16. | 22. März 2015     | Méribel              | Frankreich |
| 17. | 6. Jänner 2016    | Santa Caterina       | Italien    |
| 18. | 6. März 2016      | Kranjska Gora        | Slowenien  |
| 19. | 13. November 2016 | Levi                 | Finnland   |
| 20. | 22. Jänner 2017   | Kitzbühel            | Österreich |
| 21. | 10. Dezember 2017 | Val-d’Isère          | Frankreich |
| 22. | 22. Dezember 2017 | Madonna di Campiglio | Italien    |
| 23. | 4. Jänner 2018    | Zagreb               | Kroatien   |
| 24. | 7. Jänner 2018    | Adelboden            | Schweiz    |
| 25. | 14. Jänner 2018   | Wengen               | Schweiz    |
| 26. | 23. Jänner 2018   | Schladming           | Österreich |
| 27. | 4. März 2018      | Kranjska Gora        | Slowenien  |
| 28. | 18. November 2018 | Levi                 | Finnland   |
| 29. | 20. Dezember 2018 | Saalbach-Hinterglemm | Österreich |
| 30. | 6. Jänner 2019    | Zagreb               | Kroatien   |
| 31. | 13. Jänner 2019   | Adelboden            | Schweiz    |
| 32. | 29. Jänner 2019   | Schladming           | Österreich |

|    | Datum             | Ort        | Land     | Art                   |
| -- | ----------------- | ---------- | -------- | --------------------- |
| 1. | 29. Jänner 2013   | Moskau     | Russland | City Event            |
| 2. | 23. Februar 2016  | Stockholm  | Schweden | City Event            |
| 3. | 17. Dezember 2018 | Alta Badia | Italien  | Parallel-Riesenslalom |

Hinzu kommen 2 Podestplätze bei Mannschaftswettbewerben.

### Juniorenweltmeisterschaften
- Altenmarkt/Flachau 2007: 1. Riesenslalom, 2. Slalom, 11. Super-G
- Formigal 2008: 1. Riesenslalom, 1. Slalom
- Garmisch-Partenkirchen 2009: 2. Super-G, 3. Riesenslalom

### Europacup
- Saison 2007/08: Gesamtsieger, 1. Slalomwertung, 7. Riesenslalomwertung
- 9 Podestplätze, davon 3 Siege:

| Datum             | Ort                    | Land       | Disziplin    |
| ----------------- | ---------------------- | ---------- | ------------ |
| 14. Dezember 2007 | San Vigilio di Marebbe | Italien    | Slalom       |
| 7. Jänner 2008    | Nauders                | Österreich | Slalom       |
| 2. Dezember 2008  | Reiteralm              | Österreich | Riesenslalom |

### Weitere Erfolge
- Österreichischer Staatsmeister im Riesenslalom 2010
- Zweifacher Österreichischer Jugendmeister (Kombination Jugend I 2006, Slalom Jugend II 2007)
- 3 Siege im Nor-Am Cup
- 3 Siege in FIS-Rennen

## Statistik

### Einzelwettbewerbe
Farblegende
| 1   | 1. Platz                                                    |
| 2   | 2. Platz                                                    |
| 3   | 3. Platz                                                    |
| #   | 4. – 30. Platz (Weltcup-Punkte)                             |
| #   | Platzierung (Keine Weltcup-Punkte)                          |
| NQ  | Nicht qualifiziert für 2DG                                  |
| #   | Platzierung + Rückstand auf Siegerzeit > 8 %                |
| NQ  | Nicht qualifiziert für 2DG + Rückstand auf Siegerzeit > 8 % |
| DSQ | Disqualifiziert                                             |
| DNF | Ausfall                                                     |

#### Olympische Spiele und Weltmeisterschaften
|                               | 2006/07 | 2007/08 | 2008/09 | 2009/10 | 2010/11 | 2011/12 | 2012/13 | 2013/14 | 2014/15 | 2015/16 | 2016/17 | 2017/18 | 2018/19 | S / St |
| ----------------------------- | ------- | ------- | ------- | ------- | ------- | ------- | ------- | ------- | ------- | ------- | ------- | ------- | ------- | ------ |
| Olympische Winterspiele       |         |         |         |         |         |         |         |         |         |         |         |         |         |        |
| Slalom (0-1-0)                |         |         |         | 5       |         |         |         | 2       |         |         |         | DNF     |         | 0 / 3  |
| Riesenslalom (1-0-0)          |         |         |         | 4       |         |         |         | 4       |         |         |         | 1       |         | 1 / 3  |
| Kombination (1-0-0)           |         |         |         | –       |         |         |         | –       |         |         |         | 1       |         | 1 / 1  |
| Alpine Skiweltmeisterschaften |         |         |         |         |         |         |         |         |         |         |         |         |         |        |
| Slalom (3-0-0)                | –       |         | DSQ     |         | –       |         | 1       |         | DNF     |         | 1       |         | 1       | 3 / 5  |
| Riesenslalom (1-3-0)          | –       |         | 4       |         | –       |         | 2       |         | 2       |         | 1       |         | 2       | 1 / 5  |
| Super-G                       | –       |         | –       |         | –       |         | –       |         | –       |         | 21      |         | –       | 0 / 1  |
| Kombination (1-1-0)           | –       |         | DNF     |         | –       |         | –       |         | 1       |         | 2       |         | –       | 1 / 3  |
| Großereignisse Statistik      |         |         |         |         |         |         |         |         |         |         |         |         |         |        |
|                               | 2006/07 | 2007/08 | 2008/09 | 2009/10 | 2010/11 | 2011/12 | 2012/13 | 2013/14 | 2014/15 | 2015/16 | 2016/17 | 2017/18 | 2018/19 | Gesamt |
| Starts                        | –       |         | 3       | 2       | –       |         | 2       | 2       | 3       |         | 4       | 3       | 2       | 21     |
| Siege                         | –       |         | 0       | 0       | –       |         | 1       | 0       | 1       |         | 2       | 2       | 1       | 7      |
| 2. Platz                      | –       |         | 0       | 0       | –       |         | 1       | 1       | 1       |         | 1       | 0       | 1       | 5      |
| 3. Platz                      | –       |         | 0       | 0       | –       |         | 0       | 0       | 0       |         | 0       | 0       | 0       | 0      |
| Top 3                         | –       |         | 0       | 0       | –       |         | 2       | 1       | 2       |         | 3       | 2       | 2       | 12     |
| Top 10                        | –       |         | 1       | 2       | –       |         | 2       | 2       | 2       |         | 3       | 2       | 2       | 16     |
| Ausfälle                      | –       |         | 2       | 0       | –       |         | 0       | 0       | 1       |         | 0       | 1       | 0       | 4      |

#### Weltcup
Gesamtweltcup
|                       | 2006/07 | 2007/08 | 2008/09 | 2009/10 | 2010/11 | 2011/12 | 2012/13 | 2013/14 | 2014/15 | 2015/16 | 2016/17 | 2017/18 | 2018/19 | Gesamt |
| --------------------- | ------- | ------- | ------- | ------- | ------- | ------- | ------- | ------- | ------- | ------- | ------- | ------- | ------- | ------ |
| Weltcup Statistik     |         |         |         |         |         |         |         |         |         |         |         |         |         |        |
| Starts                | 1       | 11      | 20      | 18      | 13      | 23      | 20      | 21      | 23      | 28      | 25      | 20      | 22      | 245    |
| Siege                 | 0       | 0       | 0       | 2       | 1       | 9       | 6       | 5       | 8       | 8       | 6       | 13      | 9       | 67     |
| 2. Platz              | 0       | 0       | 0       | 4       | 2       | 2       | 10      | 3       | 4       | 8       | 9       | 1       | 4       | 47     |
| 3. Platz              | 0       | 2       | 1       | 0       | 1       | 3       | 2       | 5       | 2       | 3       | 1       | 2       | 2       | 24     |
| Top 3                 | 0       | 2       | 1       | 6       | 4       | 14      | 18      | 13      | 14      | 19      | 16      | 16      | 15      | 138    |
| Top 10                | 0       | 3       | 10      | 8       | 7       | 17      | 18      | 16      | 18      | 23      | 20      | 19      | 20      | 179    |
| Punkte Ø pro Start    | 0.0     | 15.18   | 26.0    | 38.39   | 36.08   | 58.91   | 76.75   | 58.19   | 62.96   | 64.11   | 63.96   | 81.0    | 70.27   | 57.01  |
| Ausfälle              | 0       | 5       | 4       | 4       | 3       | 5       | 0       | 1       | 2       | 3       | 0       | 0       | 1       | 28     |
| Punkte Slalom         | –       | 167     | 253     | 281     | 326     | 560     | 780     | 565     | 614     | 680     | 720     | 794     | 718     | 6458   |
| Punkte Riesenslalom   | 0       | 0       | 162     | 306     | 128     | 705     | 575     | 560     | 690     | 765     | 720     | 660     | 580     | 5851   |
| Punkte Super-G        | –       | –       | 0       | 24      | –       | 60      | 0       | 37      | 64      | 249     | 51      | 26      | –       | 511    |
| Punkte Kombination    | –       | –       | 105     | 80      | –       | –       | –       | 60      | 80      | 0       | 80      | –       | 80      | 485    |
| Punkte Parallelrennen | –       | –       | –       | –       | 15      | 30      | 180     | –       | –       | 101     | 28      | 140     | 168     | 662    |
| Punkte Gesamt         | 0       | 167     | 520     | 691     | 469     | 1355    | 1535    | 1222    | 1448    | 1795    | 1599    | 1620    | 1546    | 13967  |
| Gesamtweltcup         | –       | 51      | 14      | 6       | 15      | 1       | 1       | 1       | 1       | 1       | 1       | 1       | 1       |        |

Slalomweltcup
|                              | 2006/07 | 2007/08 | 2008/09 | 2009/10 | 2010/11 | 2011/12 | 2012/13 | 2013/14 | 2014/15 | 2015/16 | 2016/17 | 2017/18 | 2018/19 | S / St |
| ---------------------------- | ------- | ------- | ------- | ------- | ------- | ------- | ------- | ------- | ------- | ------- | ------- | ------- | ------- | ------ |
| Slalom                       |         |         |         |         |         |         |         |         |         |         |         |         |         |        |
| Levi (3-2-0)                 | –       | –       | NQ      | 26      | DNF     | –       | 2       | 1       | 2       | –       | 1       | 17      | 1       | 3 / 9  |
| Val-d’Isère (2-2-1)          | –       | –       | –       | –       | 1       | –       | 3       | NQ      | –       | 2       | 2       | 1       | –       | 2 / 6  |
| Madonna di Campiglio (2-2-0) | –       | –       | –       | –       | –       | –       | 1       | –       | 7       | 2       | 2       | 1       | 26      | 2 / 6  |
| Zagreb (5-0-0)               | –       | NQ      | DNF     | DNF     | 15      | 1       | 1       | –       | 1       | –       | 6       | 1       | 1       | 5 / 10 |
| Adelboden (5-3-2)            | –       | 9       | 6       | 2       | 2       | 1       | 1       | 1       | 3       | 2       | 3       | 1       | 1       | 5 / 12 |
| Wengen (1-3-2)               | –       | DNF     | 4       | 7       | 2       | DSQ     | 2       | 3       | DNF     | DNF     | 2       | 1       | 3       | 1 / 12 |
| Kitzbühel (2-4-0)            | –       | DNF     | 4       | 6       | 4       | DSQ     | 1       | 23      | 2       | 2       | 1       | 2       | 2       | 2 / 12 |
| Schladming (3-3-0)           | –       | 20      | NQ      | 11      | DSQ     | 1       | –       | 2       | 14      | 2       | 2       | 1       | 1       | 3 / 12 |
| Kranjska Gora (2-2-2)        | –       | 3       | 8       | 2       | –       | DNF     | 2       | 5       | 6       | 1       | 4       | 1       | 3       | 2 / 11 |
| Alta Badia (1-0-0)           | –       | DNF     | 7       | DNF     | –       | 1       | –       | –       | –       | –       | –       | –       | –       | 1 / 4  |
| Garmisch-Partenkirchen       | –       | DNF     | DNF     | 15      | –       | –       | –       | –       | –       | –       | –       | –       | –       | 0 / 3  |
| Lenzerheide (1-1-0)          | –       | –       | –       | –       | –       | –       | 2       | 1       | –       | –       | –       | –       | –       | 1 / 2  |
| Åre (1-0-0)                  | –       | –       | 5       | –       | –       | –       | –       | –       | 1       | –       | –       | –       | –       | 1 / 2  |
| Beaver Creek (0-0-1)         | –       | –       | –       | –       | –       | 3       | –       | –       | –       | –       | –       | –       | –       | 0 / 1  |
| Bormio (0-1-1)               | –       | 3       | –       | –       | –       | –       | –       | 2       | –       | –       | –       | –       | –       | 0 / 2  |
| Bansko (1-0-0)               | –       | –       | –       | –       | –       | 1       | –       | –       | –       | –       | –       | –       | –       | 1 / 1  |
| Santa Caterina (1-0-0)       | –       | –       | –       | –       | –       | –       | –       | –       | –       | 1       | –       | –       | –       | 1 / 1  |
| St. Moritz (0-1-0)           | –       | –       | –       | –       | –       | –       | –       | –       | –       | 2       | –       | –       | –       | 0 / 1  |
| Méribel (1-0-0)              | –       | –       | –       | –       | –       | –       | –       | –       | 1       | –       | –       | –       | –       | 1 / 1  |
| Soldeu                       | –       | –       | –       | –       | –       | –       | –       | –       | –       | –       | –       | –       | 14      | 0 / 1  |
| Saalbach-Hinterglemm (1-0-0) | –       | –       | –       | –       | –       | –       | –       | –       | –       | –       | –       | –       | 1       | 1 / 1  |
| Aspen                        | –       | –       | –       | –       | –       | –       | –       | –       | –       | –       | 4       | –       | –       | 0 / 1  |
| Schladming F                 | –       | –       | –       | –       | –       | DNF     | –       | –       | –       | –       | –       | –       | –       | –      |
| Yuzawa Naeba                 | –       | –       | –       | –       | –       | –       | –       | –       | –       | DNF     | –       | –       | –       | 0 / 1  |
| Flachau                      | –       | –       | –       | –       | –       | DNF     | –       | –       | –       | –       | –       | –       | –       | 0 / 1  |
| Bad Kleinkirchheim           | –       | 24      | –       | –       | –       | –       | –       | –       | –       | –       | –       | –       | –       | 0 / 1  |
| Slalom Statistik             |         |         |         |         |         |         |         |         |         |         |         |         |         |        |
|                              | 2006/07 | 2007/08 | 2008/09 | 2009/10 | 2010/11 | 2011/12 | 2012/13 | 2013/14 | 2014/15 | 2015/16 | 2016/17 | 2017/18 | 2018/19 | Gesamt |
| Rennen                       | 10      | 11      | 10      | 9       | 10      | 11      | 9       | 9       | 10      | 10      | 10      | 9       | 10      | –      |
| Starts                       | –       | 10      | 10      | 9       | 7       | 11      | 9       | 9       | 10      | 10      | 10      | 9       | 10      | 114    |
| Siege                        | –       | 0       | 0       | 0       | 1       | 5       | 4       | 3       | 3       | 2       | 2       | 7       | 5       | 32     |
| 2. Platz                     | –       | 0       | 0       | 2       | 2       | 0       | 4       | 2       | 2       | 6       | 4       | 1       | 1       | 24     |
| 3. Platz                     | –       | 2       | 0       | 0       | 0       | 1       | 1       | 1       | 1       | 0       | 1       | 0       | 2       | 9      |
| Top 3                        | –       | 2       | 0       | 2       | 3       | 6       | 9       | 6       | 6       | 8       | 7       | 8       | 8       | 65     |
| Top 10                       | –       | 3       | 6       | 4       | 4       | 6       | 9       | 7       | 8       | 8       | 10      | 8       | 8       | 81     |
| Punkte Ø pro Start           | –       | 16.7    | 25.3    | 31.22   | 46.57   | 50.91   | 86.67   | 62.78   | 61.4    | 68.0    | 72.0    | 88.22   | 71.8    | 56.65  |
| Ausfälle                     | –       | 5       | 3       | 2       | 2       | 5       | 0       | 1       | 1       | 2       | 0       | 0       | 1       | 22     |
| Punkte City Event 1          | –       | –       | –       | –       | –       | –       | 180     | –       | –       | 100     | 15      | 80      | 68      | –      |
| Punkte Slalom                | –       | 167     | 253     | 281     | 326     | 560     | 780     | 565     | 614     | 680     | 720     | 794     | 718     | 6458   |
| Slalomweltcup                | –       | 15      | 9       | 8       | 5       | 3       | 1       | 1       | 1       | 2       | 1       | 1       | 1       |        |

1 Werden zu den Slalomweltcup Punkten addiert

F Weltcupfinale 2011/12

(x-x-x) Podiumsplatzierungen

Riesenslalomweltcup
|                                | 2006/07 | 2007/08 | 2008/09 | 2009/10 | 2010/11 | 2011/12 | 2012/13 | 2013/14 | 2014/15 | 2015/16 | 2016/17 | 2017/18 | 2018/19 | S / St |
| ------------------------------ | ------- | ------- | ------- | ------- | ------- | ------- | ------- | ------- | ------- | ------- | ------- | ------- | ------- | ------ |
| Riesenslalom                   |         |         |         |         |         |         |         |         |         |         |         |         |         |        |
| Sölden (1-1-3)                 | –       | –       | –       | 14      | –       | 6       | 3       | 3       | 1       | 3       | 2       | –       | –       | 1 / 7  |
| Beaver Creek (3-3-3)           | –       | –       | 15      | 23      | 3       | 1       | 2       | 3       | 3       | 1       | –       | 1       | 2       | 3 / 11 |
| Val-d’Isère (5-2-1)            | –       | –       | 11      | 1       | 6       | –       | 1       | 1       | –       | 1       | 2       | 3       | 1       | 5 / 10 |
| Alta Badia (6-1-0)             | –       | –       | 12      | 28      | 18      | 5       | 2       | 1       | 1       | 1       | 1       | 1       | 1       | 6 / 11 |
| Adelboden (4-1-1)              | –       | –       | 11      | –       | 16      | 1       | 16      | 3       | 1       | –       | 2       | 1       | 1       | 4 / 9  |
| Garmisch-Partenkirchen (3-1-0) | –       | –       | –       | DSQ     | –       | –       | 2       | –       | 1       | –       | 1       | 1       | –       | 3 / 5  |
| Kranjska Gora (4-3-2)          | –       | –       | DNF     | 1       | –       | 3       | 2       | 4       | 2       | 1       | 1       | 1       | 6       | 4 / 12 |
| Kranjska Gora A,G              | –       | –       | –       | 2       | –       | –       | –       | –       | –       | 3       | –       | –       | –       | –      |
| Hinterstoder (0-2-0)           | –       | –       | –       | –       | DNF     | –       | –       | –       | –       | 2       | –       | –       | –       | 0 / 3  |
| Hinterstoder A                 | –       | –       | –       | –       | –       | –       | –       | –       | –       | 2       | –       | –       | –       | –      |
| Lenzerheide (0-1-0)            | 24      | –       | –       | –       | –       | –       | 2       | 4       | –       | –       | –       | –       | –       | 0 / 3  |
| Åre (2-0-0)                    | –       | –       | 7       | –       | –       | –       | –       | –       | 1       | –       | –       | 1       | –       | 2 / 3  |
| St. Moritz (0-1-0)             | –       | –       | –       | –       | –       | –       | –       | 2       | –       | 5       | –       | –       | –       | 0 / 2  |
| Beaver Creek V                 | –       | –       | –       | –       | –       | 2       | –       | –       | –       | –       | –       | –       | –       | –      |
| Val-d’Isère B                  | –       | –       | –       | –       | –       | –       | –       | –       | –       | –       | 2       | –       | –       | –      |
| Bansko (1-1-0)                 | –       | –       | –       | –       | –       | 1       | –       | –       | –       | –       | –       | –       | 2       | 1 / 2  |
| Crans-Montana (0-1-0)          | –       | –       | –       | –       | –       | 2       | –       | –       | –       | –       | –       | –       | –       | 0 / 1  |
| Schladming (1-0-0)             | –       | –       | –       | –       | –       | 1       | –       | –       | –       | –       | –       | –       | –       | 1 / 1  |
| Aspen (1-0-0)                  | –       | –       | –       | –       | –       | –       | –       | –       | –       | –       | 1       | –       | –       | 1 / 1  |
| Méribel                        | –       | –       | –       | –       | –       | –       | –       | –       | 4       | –       | –       | –       | –       | 0 / 1  |
| Soldeu                         | –       | –       | –       | –       | –       | –       | –       | –       | –       | –       | –       | –       | 6       | 0 / 1  |
| Saalbach-Hinterglemm           | –       | –       | –       | –       | –       | –       | –       | –       | –       | –       | –       | –       | 6       | 0 / 1  |
| Sestriere                      | –       | –       | 6       | –       | –       | –       | –       | –       | –       | –       | –       | –       | –       | 0 / 1  |
| Yuzawa Naeba                   | –       | –       | –       | –       | –       | –       | –       | –       | –       | 6       | –       | –       | –       | 0 / 1  |
| Bormio                         | –       | 21      | –       | –       | –       | –       | –       | –       | –       | –       | –       | –       | –       | 0 / 1  |
| Riesenslalom Statistik         |         |         |         |         |         |         |         |         |         |         |         |         |         |        |
|                                | 2006/07 | 2007/08 | 2008/09 | 2009/10 | 2010/11 | 2011/12 | 2012/13 | 2013/14 | 2014/15 | 2015/16 | 2016/17 | 2017/18 | 2018/19 | Gesamt |
| Rennen                         | 6       | 8       | 8       | 7       | 6       | 9       | 8       | 8       | 8       | 10      | 8       | 7       | 8       | –      |
| Starts                         | 1       | 1       | 7       | 7       | 5       | 9       | 8       | 8       | 8       | 10      | 8       | 7       | 8       | 87     |
| Siege                          | 0       | 0       | 0       | 2       | 0       | 4       | 1       | 2       | 5       | 4       | 4       | 6       | 3       | 31     |
| 2. Platz                       | 0       | 0       | 0       | 1       | 0       | 2       | 5       | 1       | 1       | 2       | 4       | 0       | 2       | 18     |
| 3. Platz                       | 0       | 0       | 0       | 0       | 1       | 1       | 1       | 3       | 1       | 2       | 0       | 1       | 0       | 10     |
| Top 3                          | 0       | 0       | 0       | 3       | 1       | 7       | 7       | 6       | 7       | 8       | 8       | 7       | 5       | 59     |
| Top 10                         | 0       | 0       | 2       | 3       | 2       | 9       | 7       | 8       | 8       | 10      | 8       | 7       | 8       | 72     |
| Punkte Ø pro Start             | 0.0     | 0.0     | 23.14   | 43.71   | 25.6    | 78.33   | 71.88   | 70.0    | 86.25   | 76.5    | 90.0    | 94.29   | 72.5    | 67.25  |
| Ausfälle                       | 0       | 0       | 1       | 2       | 1       | 0       | 0       | 0       | 0       | 0       | 0       | 0       | 0       | 4      |
| Punkte Parallel-Riesenslalom 2 | –       | –       | –       | –       | –       | –       | –       | –       | –       | 1       | 13      | 60      | 100     | –      |
| Punkte Riesenslalom            | 0       | 0       | 162     | 306     | 128     | 705     | 575     | 560     | 690     | 765     | 720     | 660     | 580     | 5851   |
| Riesenslalomweltcup            | –       | –       | 14      | 6       | 10      | 1       | 2       | 2       | 1       | 1       | 1       | 1       | 1       |        |

2 Werden zu den Riesenslalomweltcup Punkten addiert

A,G Ersatzrennen für Adelboden 2009/10 | Ersatzrennen für Garmisch-Partenkirchen 2015/16

A Ersatzrennen für Adelboden 2015/16

V Ersatzrennen für Val-d’Isère 2011/12

B Ersatzrennen für Beaver Creek 2016/17

(x-x-x) Podiumsplatzierungen incl. Ersatzrennen

Super-G-Weltcup
|                      | 2006/07 | 2007/08 | 2008/09 | 2009/10 | 2010/11 | 2011/12 | 2012/13 | 2013/14 | 2014/15 | 2015/16 | 2016/17 | 2017/18 | 2018/19 | S / St |
| -------------------- | ------- | ------- | ------- | ------- | ------- | ------- | ------- | ------- | ------- | ------- | ------- | ------- | ------- | ------ |
| Super-G              |         |         |         |         |         |         |         |         |         |         |         |         |         |        |
| Beaver Creek (1-0-0) | –       | –       | –       | –       | –       | –       | 32      | 16      | DNF     | 1       | –       | –       | –       | 1 / 4  |
| Val-d’Isère          | –       | –       | –       | 11      | –       | –       | –       | –       | –       | –       | 13      | –       | –       | 0 / 2  |
| Santa Caterina       | –       | –       | –       | –       | –       | –       | –       | –       | –       | –       | 47      | –       | –       | 0 / 1  |
| Kitzbühel            | –       | –       | –       | –       | –       | –       | –       | 56      | 44      | 23      | 24      | –       | –       | 0 / 4  |
| Hinterstoder (0-0-1) | –       | –       | –       | –       | –       | –       | –       | –       | –       | 3       | –       | –       | –       | 0 / 1  |
| Jeongseon            | –       | –       | –       | –       | –       | –       | –       | –       | –       | 7       | –       | –       | –       | 0 / 1  |
| Crans-Montana        | –       | –       | –       | –       | –       | 34      | –       | –       | –       | –       | –       | –       | –       | 0 / 1  |
| Saalbach-Hinterglemm | –       | –       | –       | –       | –       | –       | –       | –       | 17      | –       | –       | –       | –       | 0 / 1  |
| Lenzerheide          | –       | –       | –       | –       | –       | –       | –       | 12      | –       | –       | –       | –       | –       | 0 / 1  |
| Åre                  | –       | –       | 26      | –       | –       | –       | –       | –       | –       | –       | –       | 10      | –       | 0 / 2  |
| Méribel              | –       | –       | –       | –       | –       | –       | –       | –       | 4       | –       | –       | –       | –       | 0 / 1  |
| Schladming (0-0-1)   | –       | –       | –       | –       | –       | 3       | –       | –       | –       | –       | –       | –       | –       | 0 / 1  |
| Aspen                | –       | –       | –       | –       | –       | –       | –       | –       | –       | –       | 11      | –       | –       | 0 / 1  |
| St. Moritz           | –       | –       | –       | –       | –       | –       | –       | –       | –       | 5       | –       | –       | –       | 0 / 1  |
| Super-G Statistik    |         |         |         |         |         |         |         |         |         |         |         |         |         |        |
|                      | 2006/07 | 2007/08 | 2008/09 | 2009/10 | 2010/11 | 2011/12 | 2012/13 | 2013/14 | 2014/15 | 2015/16 | 2016/17 | 2017/18 | 2018/19 | Gesamt |
| Rennen               | 5       | 7       | 5       | 6       | 6       | 8       | 5       | 6       | 7       | 8       | 6       | 6       | 7       | –      |
| Starts               | –       | –       | 1       | 1       | –       | 2       | 1       | 3       | 4       | 5       | 4       | 1       | –       | 22     |
| Siege                | –       | –       | 0       | 0       | –       | 0       | 0       | 0       | 0       | 1       | 0       | 0       | –       | 1      |
| 2. Platz             | –       | –       | 0       | 0       | –       | 0       | 0       | 0       | 0       | 0       | 0       | 0       | –       | 0      |
| 3. Platz             | –       | –       | 0       | 0       | –       | 1       | 0       | 0       | 0       | 1       | 0       | 0       | –       | 2      |
| Top 3                | –       | –       | 0       | 0       | –       | 1       | 0       | 0       | 0       | 2       | 0       | 0       | –       | 3      |
| Top 10               | –       | –       | 0       | 0       | –       | 1       | 0       | 0       | 1       | 4       | 0       | 1       | –       | 7      |
| Punkte Ø pro Start   | –       | –       | 0.0     | 24.0    | –       | 30.0    | 0.0     | 12.33   | 16.0    | 49.8    | 12.75   | 26.0    | –       | 23.23  |
| Ausfälle             | –       | –       | 0       | 0       | –       | 0       | 0       | 0       | 1       | 0       | 0       | 0       | –       | 1      |
| Punkte Super-G       | –       | –       | 0       | 24      | –       | 60      | 0       | 37      | 64      | 249     | 51      | 26      | –       | 511    |
| Super-G-Weltcup      | –       | –       | –       | 34      | –       | 27      | –       | 31      | 24      | 6       | 25      | 33      | –       |        |

Kombinationsweltcup
|                        | 2006/07 | 2007/08 | 2008/09 | 2009/10 | 2010/11 | 2011/12 | 2012/13 | 2013/14 | 2014/15 | 2015/16 | 2016/17 | 2017/18 | 2018/19 | S / St |
| ---------------------- | ------- | ------- | ------- | ------- | ------- | ------- | ------- | ------- | ------- | ------- | ------- | ------- | ------- | ------ |
| Kombination            |         |         |         |         |         |         |         |         |         |         |         |         |         |        |
| Val-d’Isère (0-1-1)    | –       | –       | 3       | 2       | –       | –       | –       | –       | –       | –       | –       | –       | –       | 0 / 2  |
| Santa Caterina (0-1-0) | –       | –       | –       | –       | –       | –       | –       | –       | –       | –       | 2       | –       | –       | 0 / 1  |
| Kitzbühel (0-1-1)      | –       | –       | –       | –       | –       | –       | –       | 3       | 2       | DSQ     | –       | –       | –       | 0 / 3  |
| Sestriere              | –       | –       | 5       | –       | –       | –       | –       | –       | –       | –       | –       | –       | –       | 0 / 1  |
| Bansko (0-1-0)         | –       | –       | –       | –       | –       | –       | –       | –       | –       | –       | –       | –       | 2       | 0 / 1  |
| Kombination Statistik  |         |         |         |         |         |         |         |         |         |         |         |         |         |        |
|                        | 2006/07 | 2007/08 | 2008/09 | 2009/10 | 2010/11 | 2011/12 | 2012/13 | 2013/14 | 2014/15 | 2015/16 | 2016/17 | 2017/18 | 2018/19 | Gesamt |
| Rennen                 | 4       | 5       | 4       | 4       | 4       | 4       | 2       | 2       | 2       | 3       | 2       | 2       | 2       | –      |
| Starts                 | –       | –       | 2       | 1       | –       | –       | –       | 1       | 1       | 1       | 1       | –       | 1       | 8      |
| Siege                  | –       | –       | 0       | 0       | –       | –       | –       | 0       | 0       | 0       | 0       | –       | 0       | 0      |
| 2. Platz               | –       | –       | 0       | 1       | –       | –       | –       | 0       | 1       | 0       | 1       | –       | 1       | 4      |
| 3. Platz               | –       | –       | 1       | 0       | –       | –       | –       | 1       | 0       | 0       | 0       | –       | 0       | 2      |
| Top 3                  | –       | –       | 1       | 1       | –       | –       | –       | 1       | 1       | 0       | 1       | –       | 1       | 6      |
| Top 10                 | –       | –       | 2       | 1       | –       | –       | –       | 1       | 1       | 0       | 1       | –       | 1       | 7      |
| Punkte Ø pro Start     | –       | –       | 52.5    | 80.0    | –       | –       | –       | 60.0    | 80.0    | 0.0     | 80.0    | –       | 80.0    | 60.63  |
| Ausfälle               | –       | –       | 0       | 0       | –       | –       | –       | 0       | 0       | 1       | 0       | –       | 0       | 1      |
| Punkte Kombination     | –       | –       | 105     | 80      | –       | –       | –       | 60      | 80      | 0       | 80      | –       | 80      | 485    |
| Kombinationsweltcup    | –       | –       | 10      | 12      | –       | –       | –       | 8       | 6       | –       | 5       | –       | 5       |        |

Parallelrennen
|                                | 2006/07 | 2007/08 | 2008/09 | 2009/10 | 2010/11 | 2011/12 | 2012/13 | 2013/14 | 2014/15 | 2015/16 | 2016/17 | 2017/18 | 2018/19 | S / St |
| ------------------------------ | ------- | ------- | ------- | ------- | ------- | ------- | ------- | ------- | ------- | ------- | ------- | ------- | ------- | ------ |
| City Event                     |         |         |         |         |         |         |         |         |         |         |         |         |         |        |
| München (0-1-0)                | –       | –       | –       | –       | 9       | –       | 2       | –       | –       | –       | –       | –       | –       | 0 / 2  |
| Moskau (1-0-0)                 | –       | –       | –       | –       | –       | 5       | 1       | –       | –       | –       | –       | –       | –       | 1 / 2  |
| Oslo                           | –       | –       | –       | –       | –       | –       | –       | –       | –       | –       | –       | 5       | 7       | 0 / 2  |
| Stockholm (1-0-0)              | –       | –       | –       | –       | –       | –       | –       | –       | –       | 1       | 9       | 5       | 8       | 1 / 4  |
| Parallel-Riesenslalom          |         |         |         |         |         |         |         |         |         |         |         |         |         |        |
| Alta Badia (1-0-1)             | –       | –       | –       | –       | –       | –       | –       | –       | –       | 30      | 18      | 3       | 1       | 1 / 4  |
| Parallelrennen Statistik       |         |         |         |         |         |         |         |         |         |         |         |         |         |        |
|                                | 2006/07 | 2007/08 | 2008/09 | 2009/10 | 2010/11 | 2011/12 | 2012/13 | 2013/14 | 2014/15 | 2015/16 | 2016/17 | 2017/18 | 2018/19 | Gesamt |
| Rennen                         | –       | –       | –       | –       | 1       | 1       | 2       | –       | –       | 2       | 2       | 3       | 3       | –      |
| Starts                         | –       | –       | –       | –       | 1       | 1       | 2       | –       | –       | 2       | 2       | 3       | 3       | 14     |
| Siege                          | –       | –       | –       | –       | 0       | 0       | 1       | –       | –       | 1       | 0       | 0       | 1       | 3      |
| 2. Platz                       | –       | –       | –       | –       | 0       | 0       | 1       | –       | –       | 0       | 0       | 0       | 0       | 1      |
| 3. Platz                       | –       | –       | –       | –       | 0       | 0       | 0       | –       | –       | 0       | 0       | 1       | 0       | 1      |
| Top 3                          | –       | –       | –       | –       | 0       | 0       | 2       | –       | –       | 1       | 0       | 1       | 1       | 5      |
| Top 10                         | –       | –       | –       | –       | 1       | 1       | 2       | –       | –       | 1       | 1       | 3       | 3       | 12     |
| Punkte Ø pro Start             | –       | –       | –       | –       | 15.0    | 30.0    | 90.0    | –       | –       | 50.5    | 14.0    | 46.67   | 56.0    | 47.29  |
| Punkte City Event 1            | –       | –       | –       | –       | 15      | 30      | 180     | –       | –       | 100     | 15      | 80      | 68      | 488    |
| Punkte Parallel-Riesenslalom 2 | –       | –       | –       | –       | –       | –       | –       | –       | –       | 1       | 13      | 60      | 100     | 174    |
| Punkte Parallelrennen          | –       | –       | –       | –       | 15      | 30      | 180     | –       | –       | 101     | 28      | 140     | 168     | 662    |

1 Punkte City Event (2010/11, 2011/12) zählen nur für Gesamtweltcup, seit 2012/13 für Gesamtweltcup und Slalomweltcup

2 Punkte Parallel-Riesenslalom zählen für Gesamtweltcup und Riesenslalomweltcup

### Mannschaftswettbewerbe: Weltmeisterschaften und Weltcup
|                               | 2006/07 | 2007/08 | 2008/09 | 2009/10 | 2010/11 | 2011/12 | 2012/13 | 2013/14 | 2014/15 | 2015/16 | 2016/17 | 2017/18 | 2018/19 | S / St |
| ----------------------------- | ------- | ------- | ------- | ------- | ------- | ------- | ------- | ------- | ------- | ------- | ------- | ------- | ------- | ------ |
| Alpine Skiweltmeisterschaften |         |         |         |         |         |         |         |         |         |         |         |         |         |        |
| Mannschaft (2-0-0)            | –       |         | –       |         | –       |         | 1       |         | 1       |         | 5       |         | –       | 2 / 3  |
| Weltcup                       |         |         |         |         |         |         |         |         |         |         |         |         |         |        |
| Mannschaft (0-1-1)            | –       | –       | 2       | 3       | –       | –       | –       | –       | –       | –       | –       | –       | –       | 0 / 2  |
| Mannschaft Statistik          |         |         |         |         |         |         |         |         |         |         |         |         |         |        |
|                               | 2006/07 | 2007/08 | 2008/09 | 2009/10 | 2010/11 | 2011/12 | 2012/13 | 2013/14 | 2014/15 | 2015/16 | 2016/17 | 2017/18 | 2018/19 | Gesamt |
| Starts                        | –       | –       | 1       | 1       | –       | –       | 1       | –       | 1       | –       | 1       | –       | –       | 5      |
| Siege                         | –       | –       | 0       | 0       | –       | –       | 1       | –       | 1       | –       | 0       | –       | –       | 2      |
| 2. Platz                      | –       | –       | 1       | 0       | –       | –       | 0       | –       | 0       | –       | 0       | –       | –       | 1      |
| 3. Platz                      | –       | –       | 0       | 1       | –       | –       | 0       | –       | 0       | –       | 0       | –       | –       | 1      |
| Top 3                         | –       | –       | 1       | 1       | –       | –       | 1       | –       | 1       | –       | 0       | –       | –       | 4      |
| Top 10                        | –       | –       | 1       | 1       | –       | –       | 1       | –       | 1       | –       | 1       | –       | –       | 5      |

## Auszeichnungen

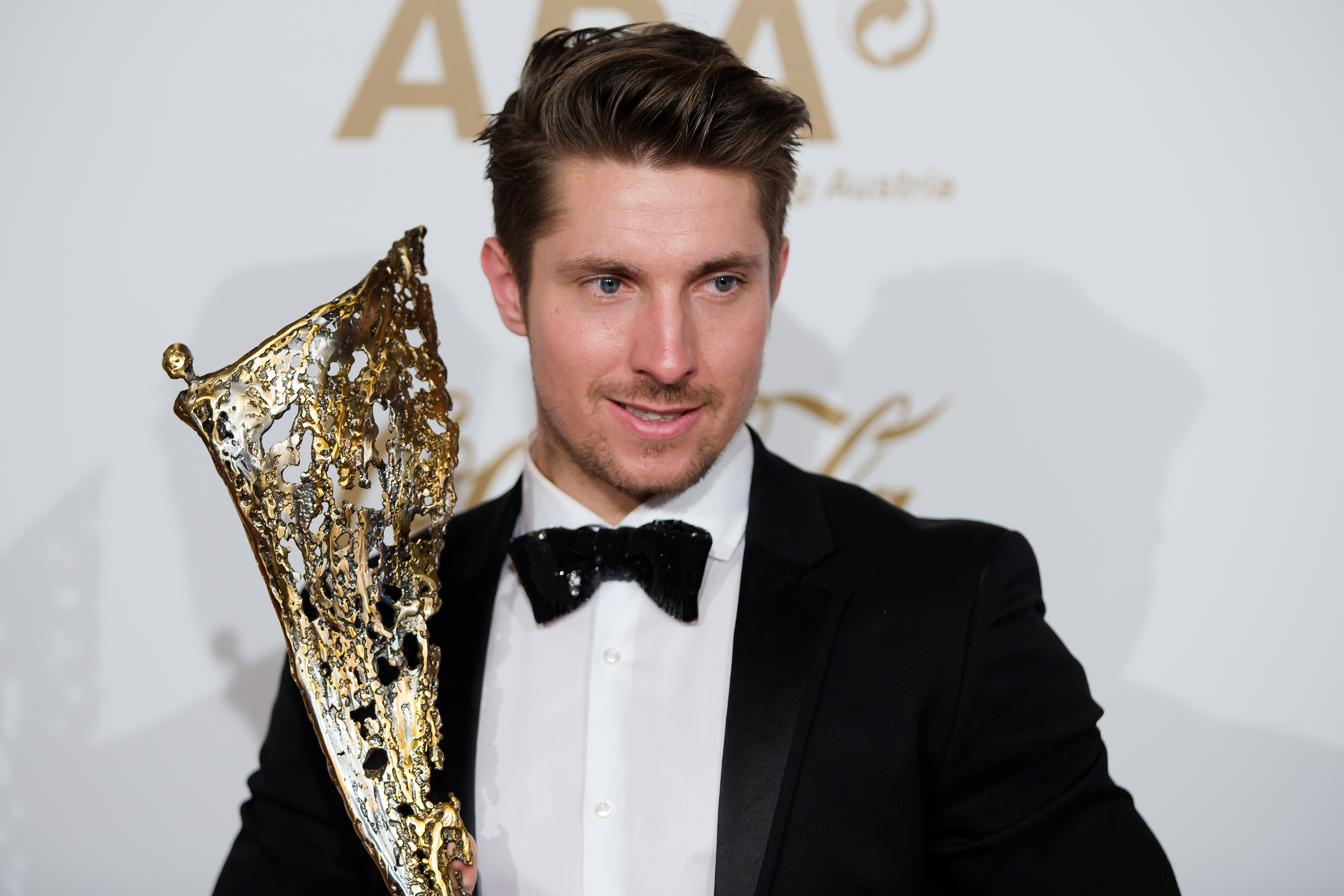
Marcel Hirscher mit der Auszeichnung als Österreichs Sportler des Jahres 2015

- 2012, 2015, 2016, 2018: Skieur d’Or
- 2012, 2015, 2016, 2017, 2018, 2019: Österreichs Sportler des Jahres
- 2012: Großes Verdienstzeichen des Landes Salzburg[44]
- 2016: Großes Ehrenzeichen für Verdienste um die Republik Österreich
- 2017: ANOC-Award, Europas Sportler des Jahres
- 2018: Großes Ehrenzeichen des Landes Salzburg[45]
- 2018: Weltsportler des Jahres (L’Équipe)
- 2018: Eurosport’s Sportsman of the Year 2018[46]
- 2022: Leonidas-Auszeichnung für das Lebenswerk.[47]

## Privates
Im Juni 2018 heiratete er seine langjährige Lebensgefährtin Laura Moisl auf Ibiza. Am 6. Oktober 2018 kam das erste Kind der beiden, ein Sohn, zur Welt. Das Paar hat zudem eine Tochter. Am 1. August 2021 gab Hirscher die Trennung bekannt. Das Paar lebte gemeinsam in Annaberg. Wenige Tage zuvor war er beim Enduro-Rennen Red Bull Romaniacs Enduro Rallye zu Sturz gekommen und hatte sich ein Bein gebrochen, worauf er in Salzburg stationär behandelt werden musste.